# Histoire de la peinture
 (février 2025).
Si vous disposez d'ouvrages ou d'articles de référence ou si vous connaissez des sites web de qualité traitant du thème abordé ici, merci de compléter l'article en donnant les références utiles à sa vérifiabilité et en les liant à la section « Notes et références ».
L’histoire de la peinture relate les différentes expressions de cet art à travers le temps, depuis ses premières manifestations pendant la préhistoire jusqu'aux périodes modernes et contemporaines, ainsi que les styles, les mouvements et courants artistiques qui l'ont fait se diversifier durant les différentes époques de l'histoire de l'art.

## Peinture préhistorique

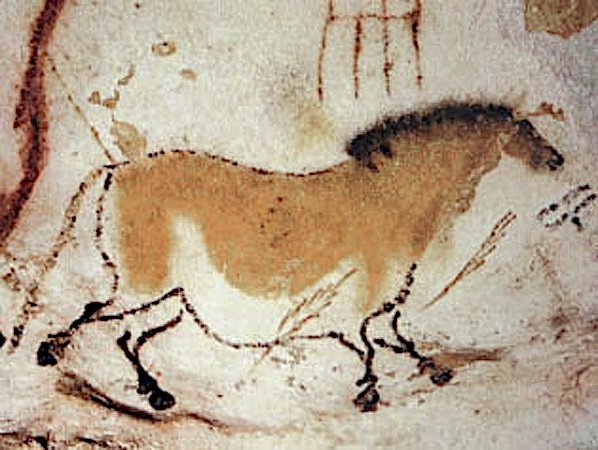
Peinture d’un cheval dans la grotte de Lascaux, en France.

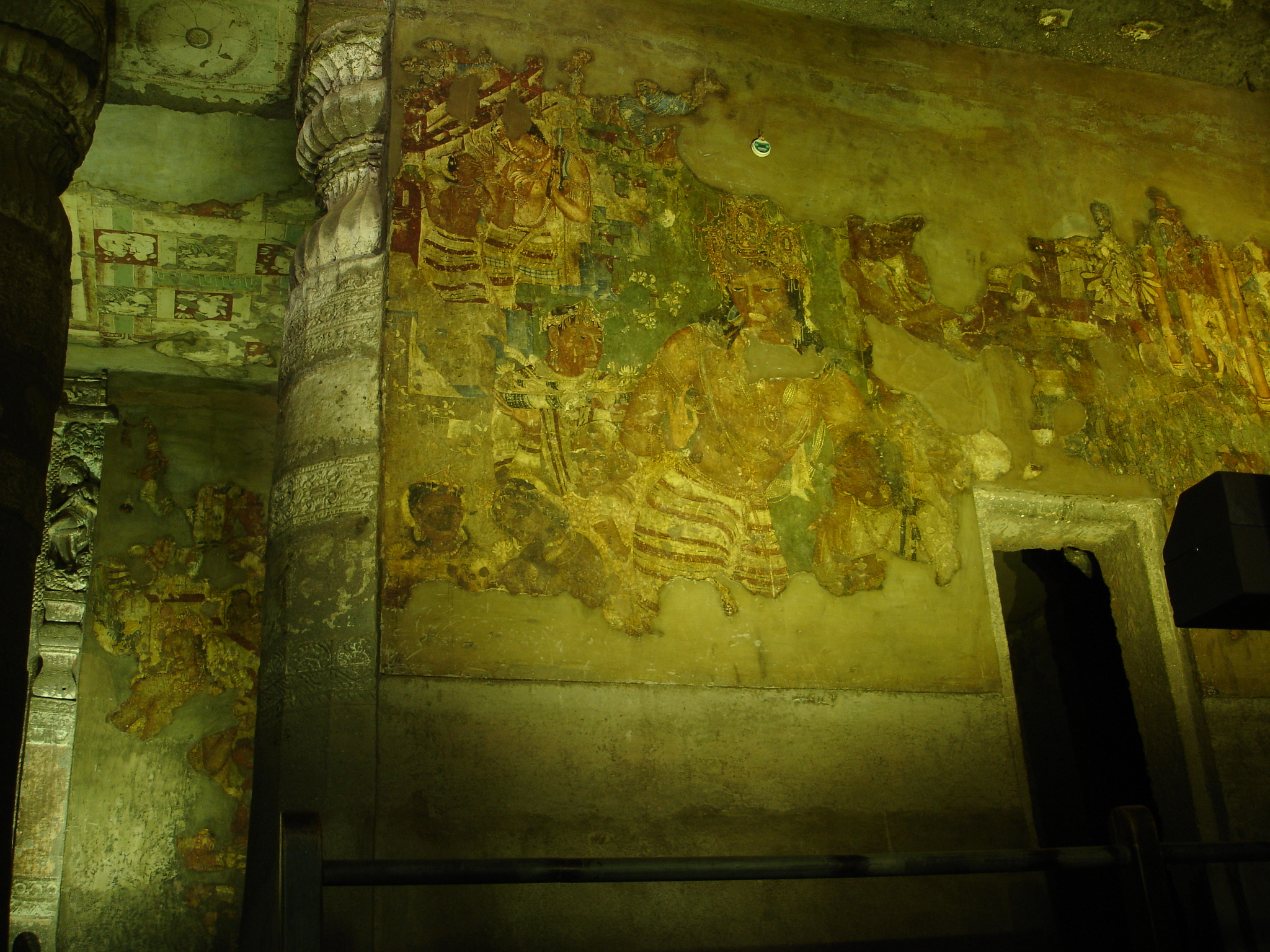
Une fresque de la caverne d’Ajantâ.

Les plus anciennes peintures connues à ce jour se trouvent dans la grotte El Castillo, une grotte en Cantabrie (Espagne), de la période Aurignacienne, peintes il y a environ 40 000 ans. Arrivent ensuite les peintures de la grotte Chauvet en France et elles ont, d’après la plupart des préhistoriens, environ 31 000 ans. Gravées et peintes avec de l’ocre rouge et des colorants noirs (dioxyde de manganèse et charbon), elles représentent surtout des chevaux, des rhinocéros et des lions. Certaines peintures représentent même des hommes, mais ce n'est pas le cas de toutes les grottes. La grotte Chauvet par exemple ne contient aucune peinture d'hommes. On trouve d’autres exemples de peinture pariétale partout dans le monde, en France, en Espagne, au Portugal, en Chine, en Australie, etc.
De multiples hypothèses ont été avancées quant à la signification de ces peintures. Certains ont imaginé que les hommes préhistoriques peignaient des animaux dans le cadre de rites propitiatoires liés à la chasse. D’autres pensent qu’il s’agit d’une vision animiste ou d'un hommage à la nature environnante.
Les plus anciennes peintures indiennes sont les peintures sur roche des périodes préhistoriques, comme les pétroglyphes que l’on trouve par exemple dans les abri sous roche de Bhimbetka, dont certaines sont datées entre 10 000 ans et 28 000 ans selon les sources. Cette forme de peinture s’est développée au cours des siècles et on peut découvrir un exemple de peintures indiennes raffinées, réalisées au VIIe siècle dans les cavernes d’Ajantâ, dans l’État du Maharashtra.

## Peinture antique

### Égypte antique

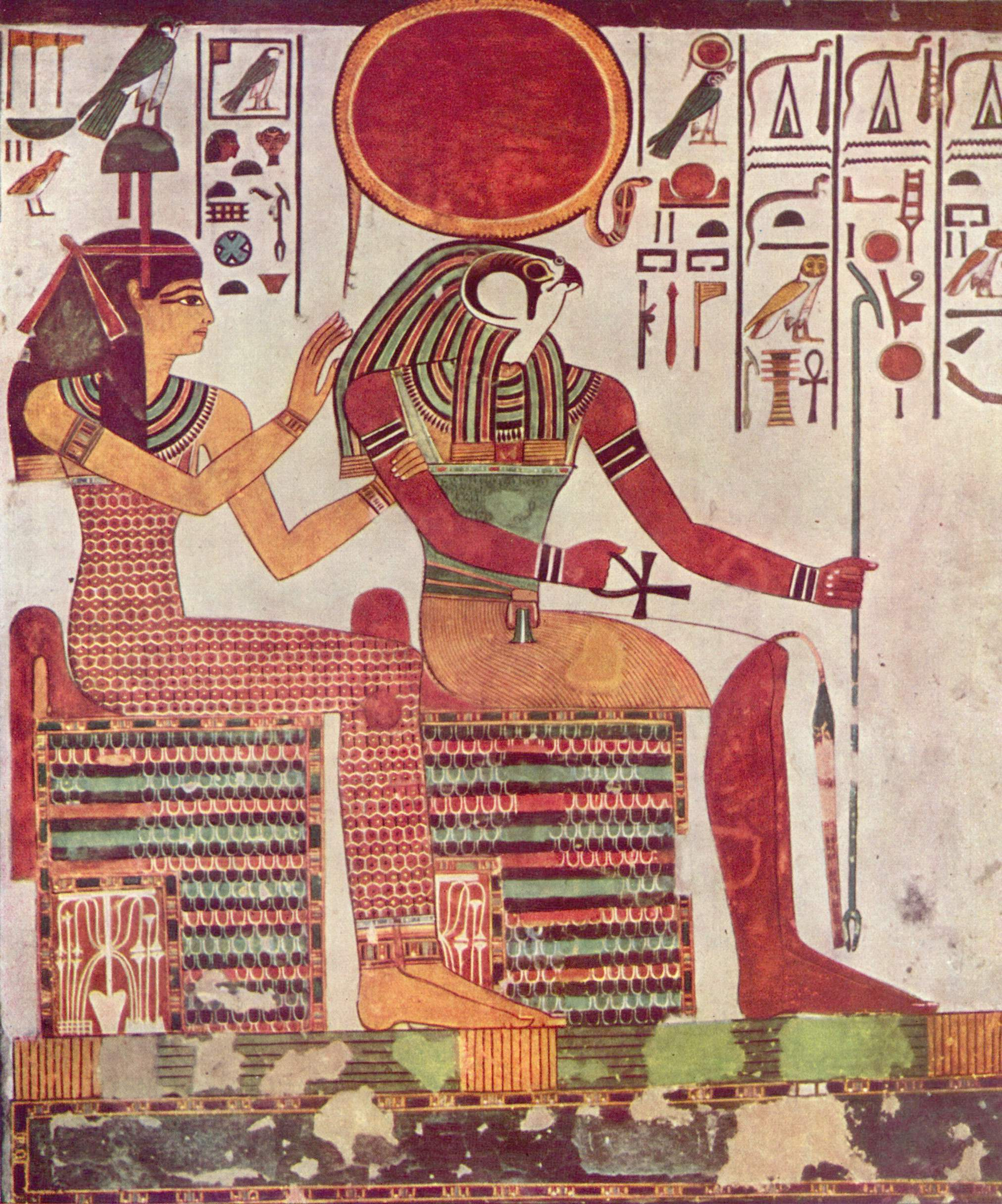
Représentation de Nefertari dans la tombe de Ramsès II (

L’Égypte antique a développé l’art de la peinture murale dans les temples et les bâtiments ainsi que l’illustration des manuscrits en papyrus. La peinture murale et la peinture décorative égyptienne sont généralement graphiques, parfois plus symbolique que réaliste. La peinture égyptienne se caractérise par des figures dont les contours sont cloisonnés, avec des silhouettes plates, dans lesquelles la symétrie est une caractéristique constante. 

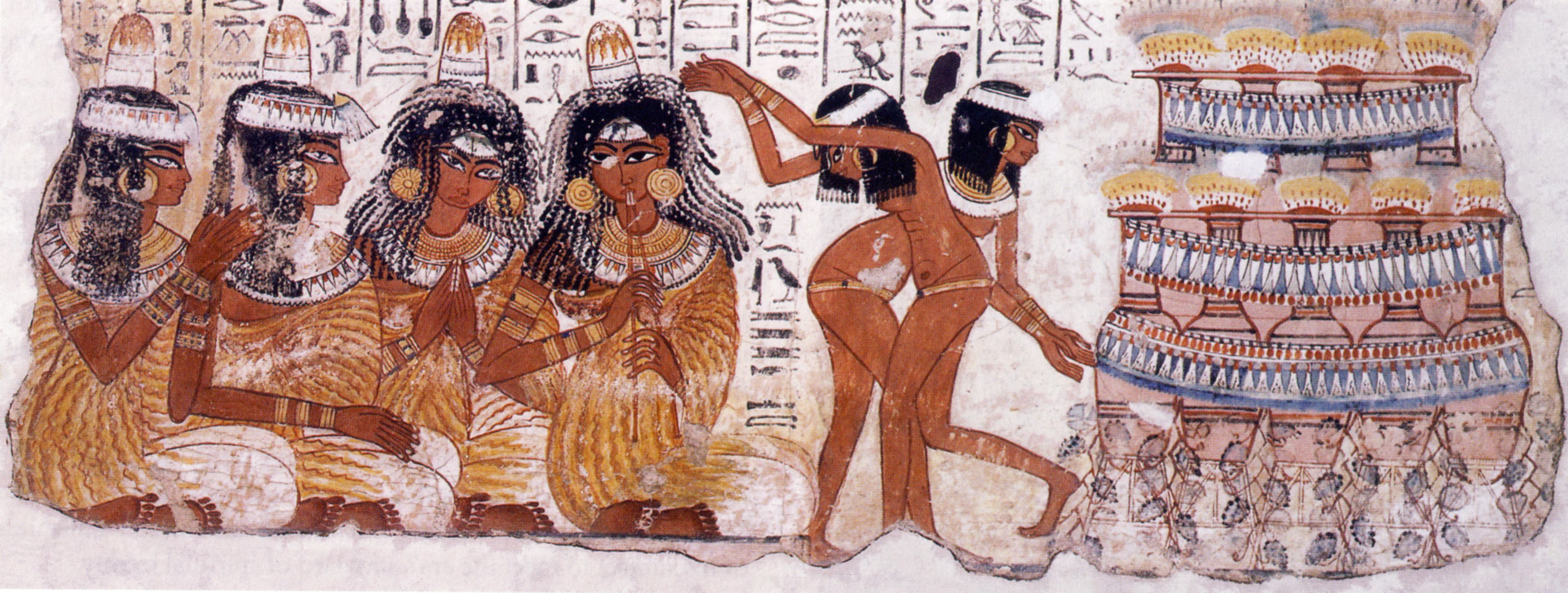
Tombe de Nebamun. Thebes, Egypte, XVIIIe dynastie égyptienne

La peinture égyptienne est étroitement liée à son langage écrit que l’on appelle les hiéroglyphes. Les Égyptiens ont également réalisé des peintures sur toile dont quelques exemples ont pu être préservés jusqu’ aujourd’hui. Parmi les très rares peintures de portraits qui ont survécu on a retrouvé un grand nombre de portraits du Fayoum datant de l’Antiquité tardive.

### Grèce  antique

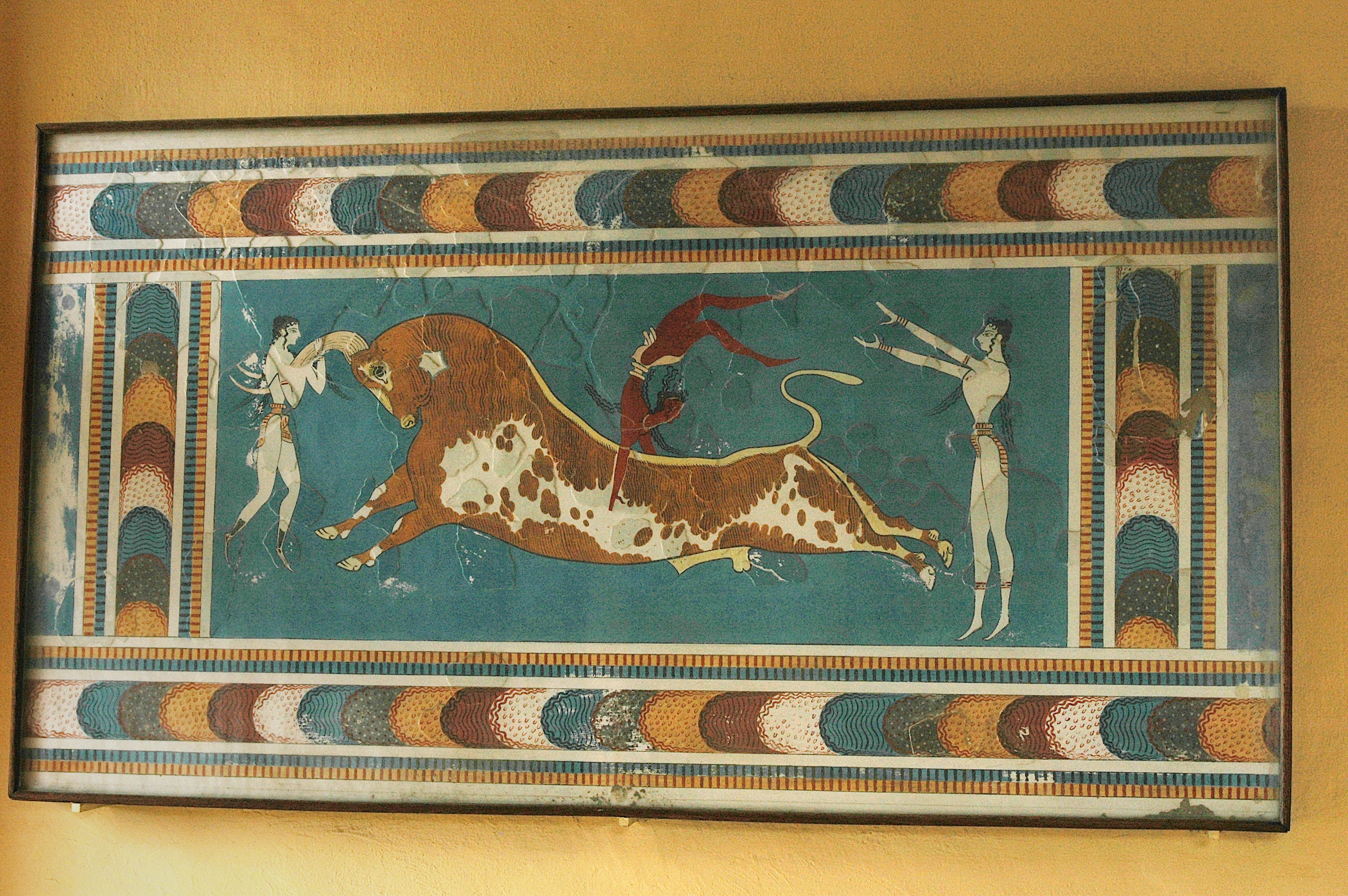
Frise au taureau, dans le palais de Knossos.

Selon Aristote, c'est Euchiros, parent de Dédale, qui inventa la peinture en Grèce. Pline l'Ancien relate un autre récit selon lequel c'est Callirrhoé, une artiste originaire de Sicyone, qui eut l'idée de tracer au charbon de bois l'ombre de son amant projetée sur un mur, geste considéré par les Grecs comme l'origine de la peinture ; Boutadès, le potier père de Callirhoé, aurait quant à lui appliqué de l'argile sur ce dessin et inventé la sculpture en relief. Au nord de l’Égypte, en Crète, la civilisation minoenne a également développé l’art de la peinture murale, comme dans le palais de Cnossos. Les peintures ressemblent à celles d’Égypte, mais avec un style beaucoup plus libre. Autour 1100 av. J.-C., les tribus du nord de la Grèce conquise par la Grèce et l’art grec ont pris une nouvelle direction.

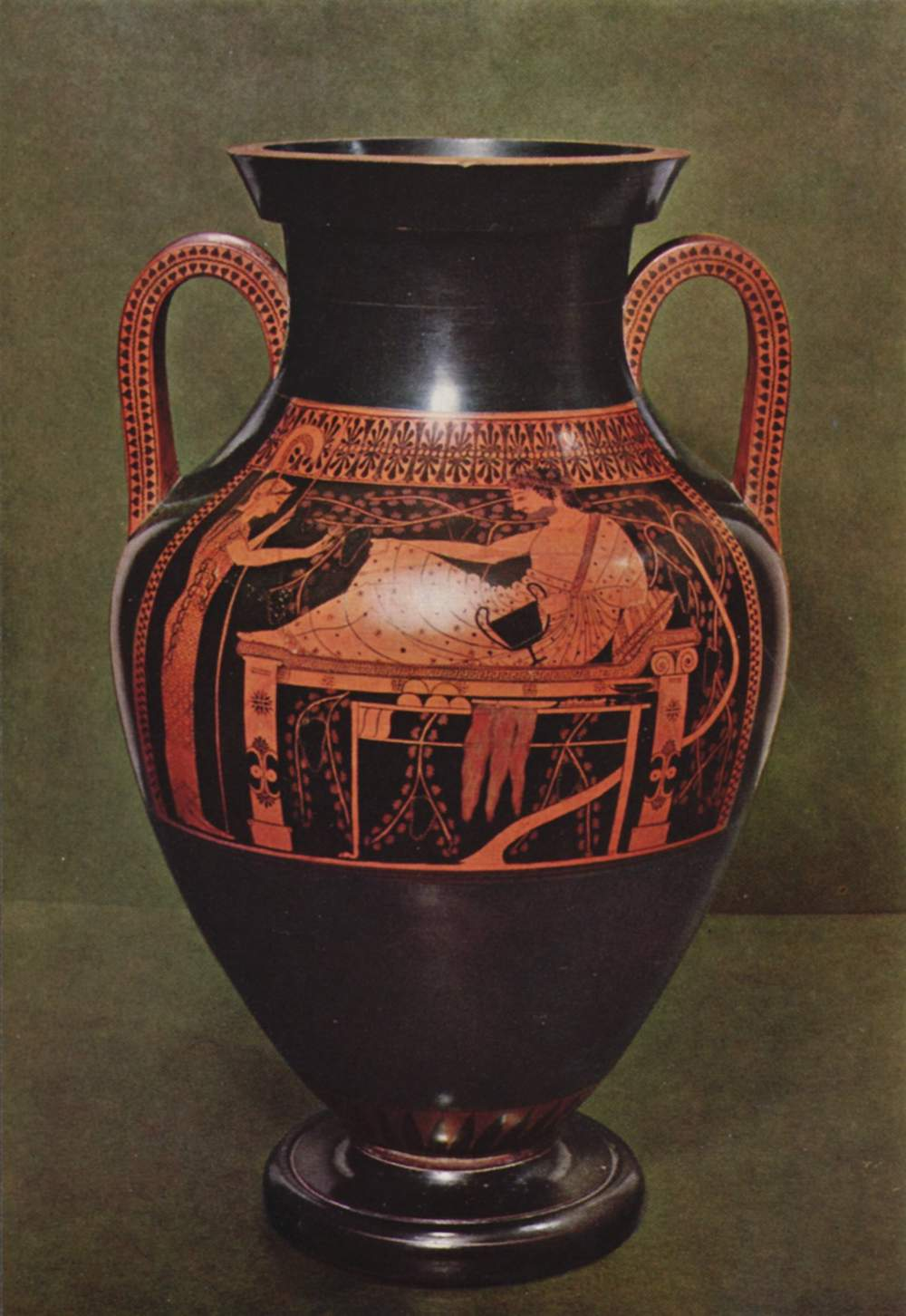
Peinture grecque sur amphore représentant Héraclès réalisée par le peintre d'Andokidès, 520 av. J.-C.

La peinture sur la poterie et céramique grecque antique donne un aperçu particulièrement instructif de la manière dont la société de la Grèce antique a fonctionné. Le style de peinture figures noires et figures rouges est un  exemple de ce qu’était la peinture grecque. Les textes antiques évoquent quelques peintres grecs célèbres comme Apelle ou Zeuxis, spécialistes de la peinture sur des panneaux de bois dont aucun exemple n’a survécu et que l’on connait uniquement au travers des descriptions faites dans des textes romains contemporains. Selon Pline l'Ancien, le réalisme des peintures de Zeuxis était tel que les oiseaux auraient essayé de manger les raisins qu’il avait peints. Apelle est décrit comme le plus grand peintre de l’Antiquité en raison de sa parfaite maitrise de la technique du dessin et des couleurs brillantes.

### Peinture de la Rome antique

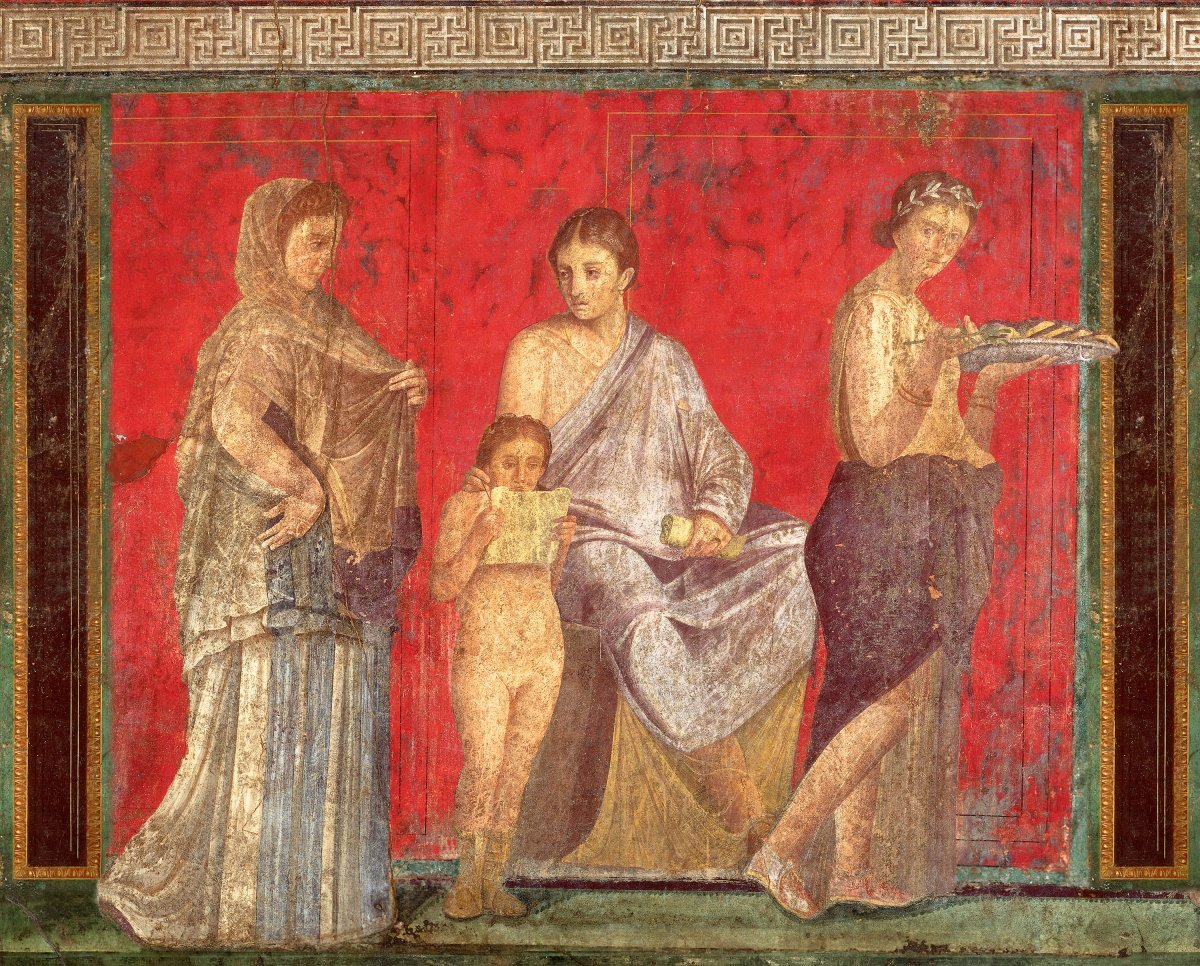
Rituel d'initiation, 60 av. J.-C.

L’art romain a été influencé par la Grèce et, d’une certaine manière, on peut considérer qu’il est le descendant de la peinture grecque antique. Cependant, la peinture romaine a des caractéristiques uniques. Les seules peintures romaines qui ont survécu au temps sont des peintures murales, la plupart dans des villas de Campania, dans le sud de l’Italie. La peinture romaine peut être regroupée en quatre catégories selon son style ou selon la période à laquelle elle a été réalisée. On y trouve les premiers exemples de trompe-l'œil, de pseudo-perspective et paysage pur.

## Moyen Âge et Renaissance

### Moyen Âge en Europe

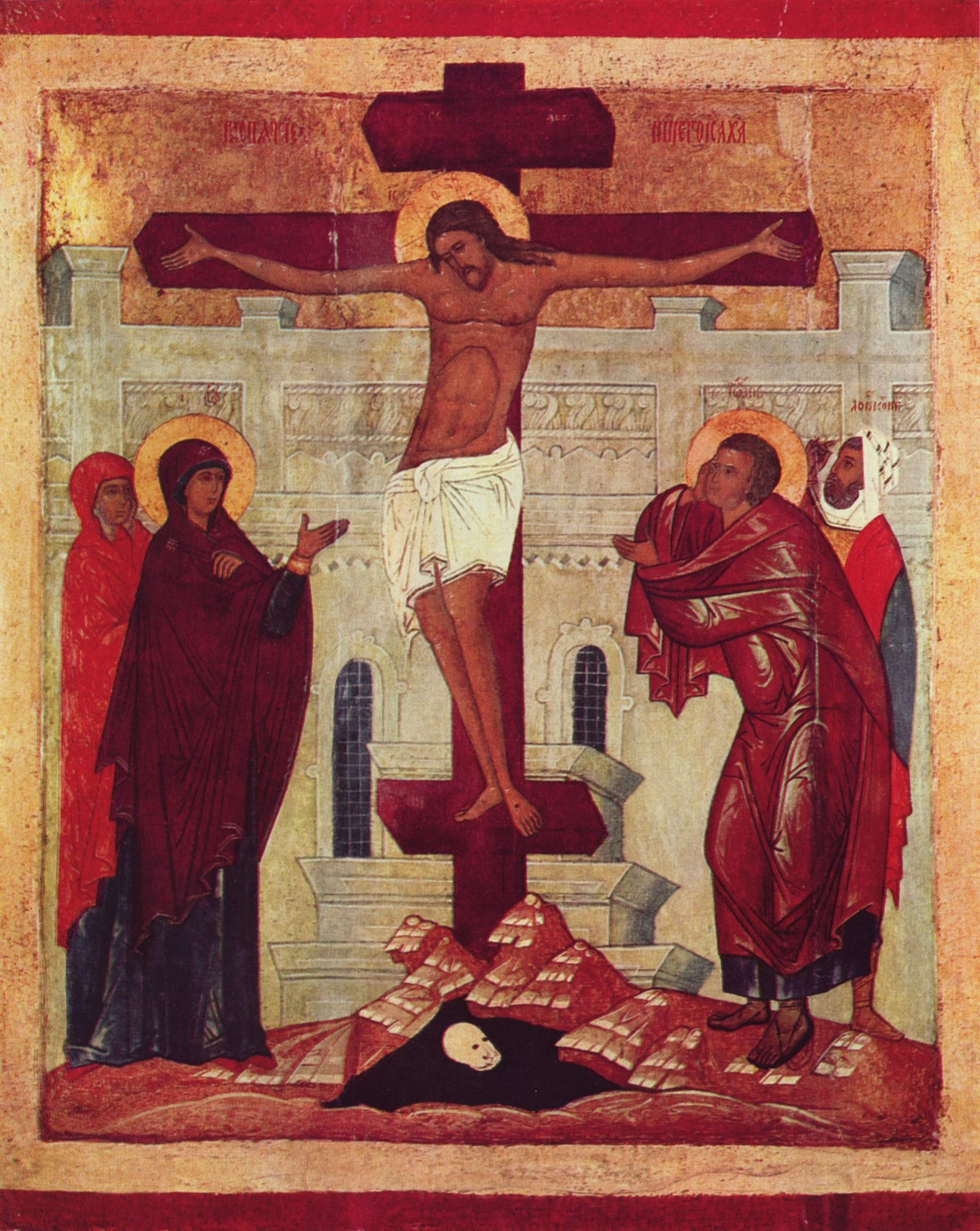
Crucifixion, art byzantin, XIVe siècle.

L’avènement du christianisme s’est accompagné d’un changement d’état d’esprit qui a influencé les styles de peinture. Au VIe siècle, l’art byzantin a mis l’accent sur l’iconographie traditionnelle, influencée par la peinture d’icônes grecque et russe orthodoxe, et il a relativement peu changé au cours des mille ans de l’empire byzantin. On trouvait également de nombreuses fresques, mais peu d’entre elles ont survécu contrairement aux mosaïques byzantines. En général, l’art de Byzance reposait sur l’abstraction et la stylisation des figures et du paysage. Toutefois, pendant certaines périodes, en particulier au Xe siècle avec l’art macédonien, l’art byzantin est devenu plus flexible dans son approche.

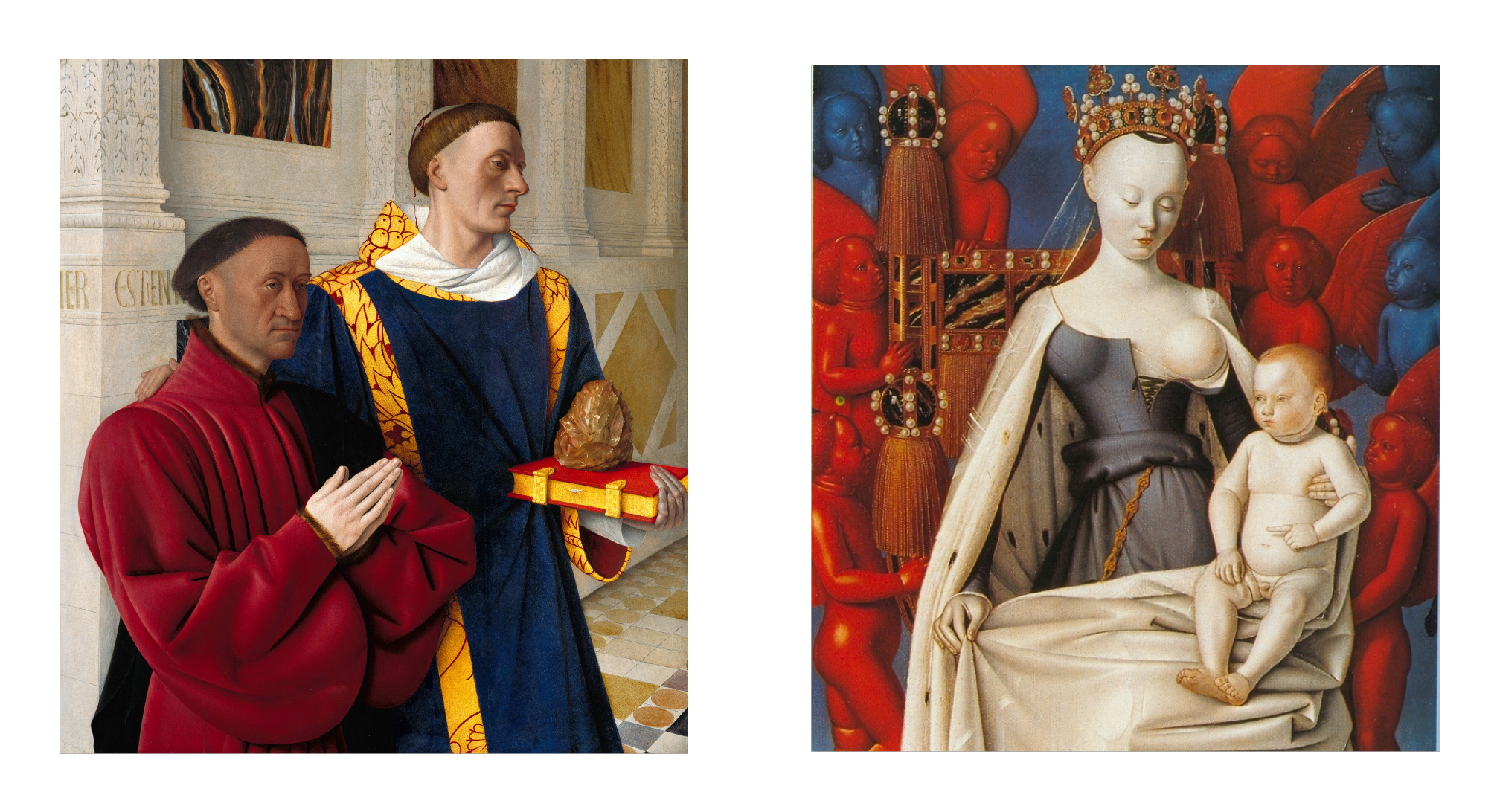
Le Diptyque de Melun de Jean Fouquet, à gauche : Étienne Chevalier et saint Étienne - Gemäldegalerie, Berlin. À droite : la Vierge et l'Enfant - musée royal des Beaux-Arts, Anvers.

Dans l’Europe du Moyen Âge, la première forme d’art et de peinture à émerger fut l’art anglo-saxon dont les seuls exemples survivants sont des manuscrits enluminés tels que le livre de Kells. Elles sont célèbres pour leur décoration abstraite, même si des portraits et parfois des scènes sont également dépeints, particulièrement des portraits d’évangéliste. L’art carolingien et othonien sont également principalement connus par les manuscrits, même si certaines peintures murales demeurent. Durant cette période, la peinture mêle les influences insulaires et « barbares », ainsi qu’une forte influence byzantine.
Les murs des églises romanes et gothiques étaient décorés de fresques ou de sculptures. Les quelques murs restants ont une grande intensité et combinent l’énergie décorative de l’art celte avec un nouveau traitement des personnages.

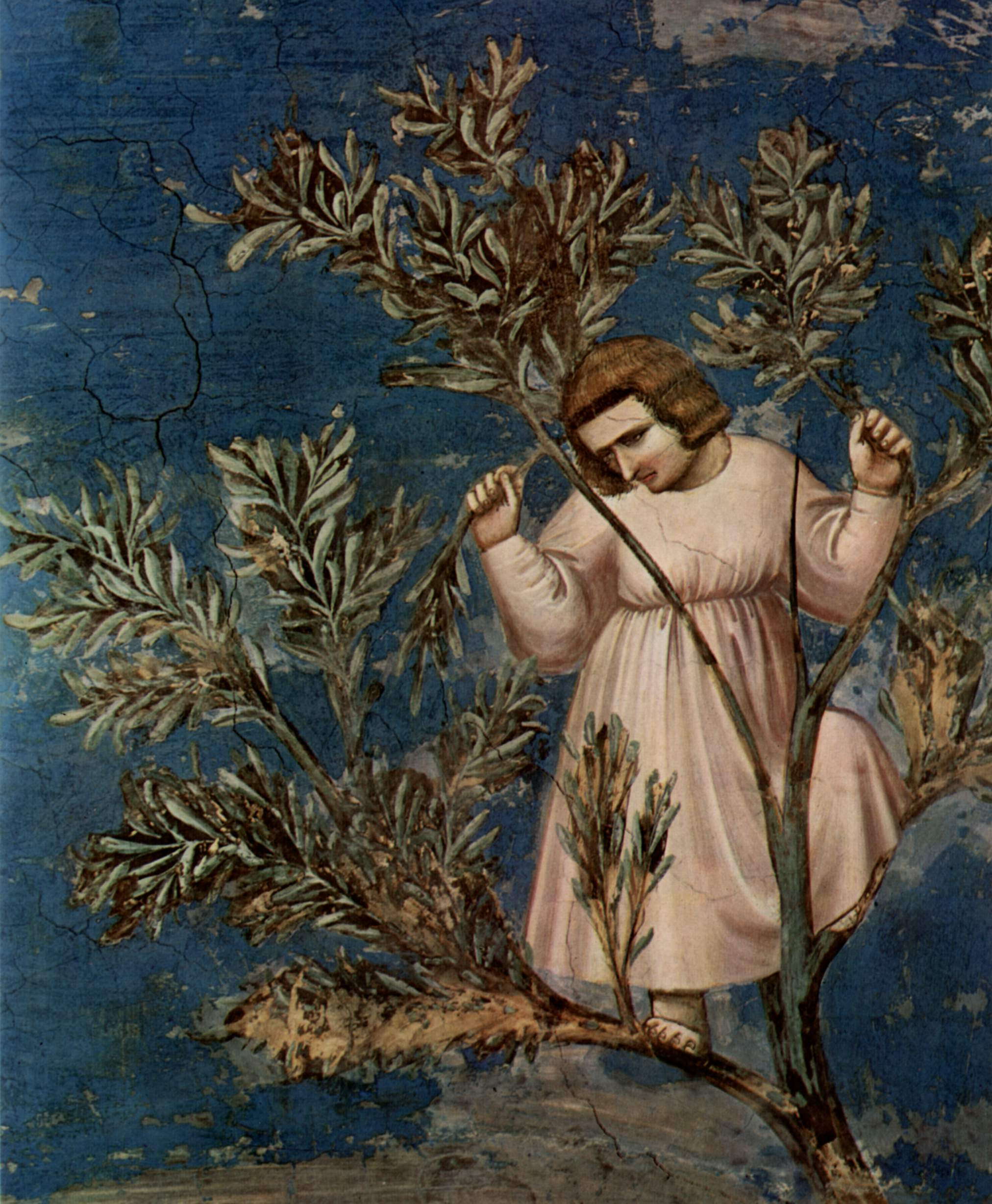
Détail d’une fresque de Giotto di Bondone (1304-1306).

La peinture sur panneaux de bois s’est répandue à l’époque romane, sous l’influence de la peinture d’icônes byzantine. Vers le milieu du XIIIe siècle, l’art médiéval et la peinture gothique sont devenus plus réalistes, avec un début d’intérêt pour la représentation des volumes et de la perspective, en Italie avec Cimabue puis son pupille Giotto di Bondone. Avec Giotto, le traitement de la composition par les meilleurs peintres est devenu beaucoup plus libre et innovateur. Giotto et Cimabue sont considérés comme les deux grands maîtres de la peinture médiévale dans la culture occidentale. Cimabue, dans la tradition byzantine, avait une approche plus réaliste et plus dramatique de son art, alors que Giotto a développé ces innovations à un plus haut niveau ce qui a d’ailleurs jeté les bases de la peinture classique occidentale. Les deux artistes étaient donc les pionniers du naturalisme.
Les églises ont été construites avec de plus en plus de fenêtres et l’utilisation du vitrail s’est répandue comme moyen de décoration. Un des exemples les plus célèbres est la cathédrale Notre-Dame de Chartres. Au XIVe siècle, les sociétés occidentales étaient plus riches et plus cultivées et les peintres ont trouvé de nouveaux débouchés auprès de la noblesse et la bourgeoisie. Les enluminures ont pris un nouveau caractère, les femmes de la Cour, habillées à la mode, ont été représentées dans leur environnement. Ce style est rapidement devenu un modèle international et les peintures de panneau en tempera ainsi que les retables ont gagné en importance.

### Renaissance et maniérisme

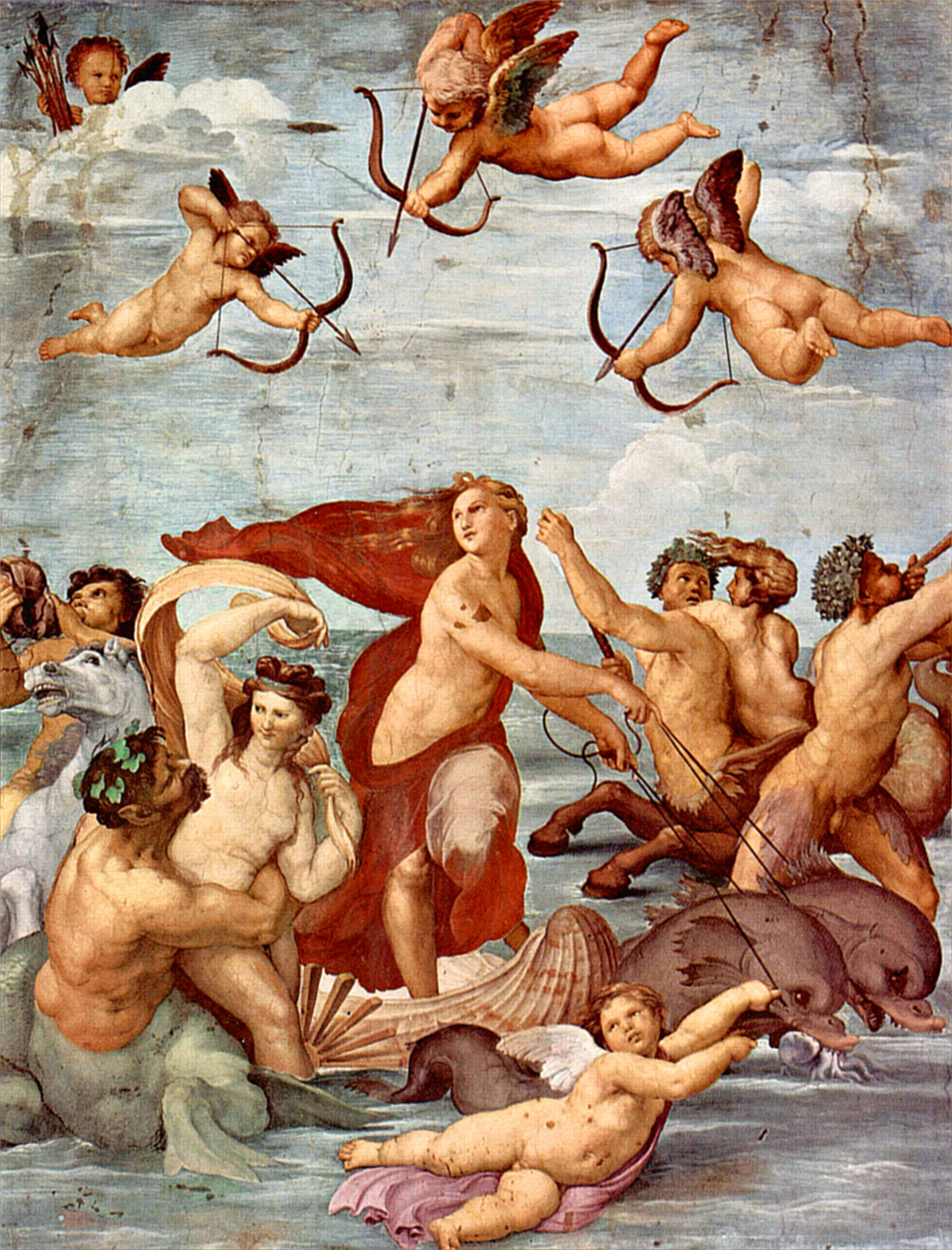
Le Triomphe de Galatée de Raphaël (1512-1514).

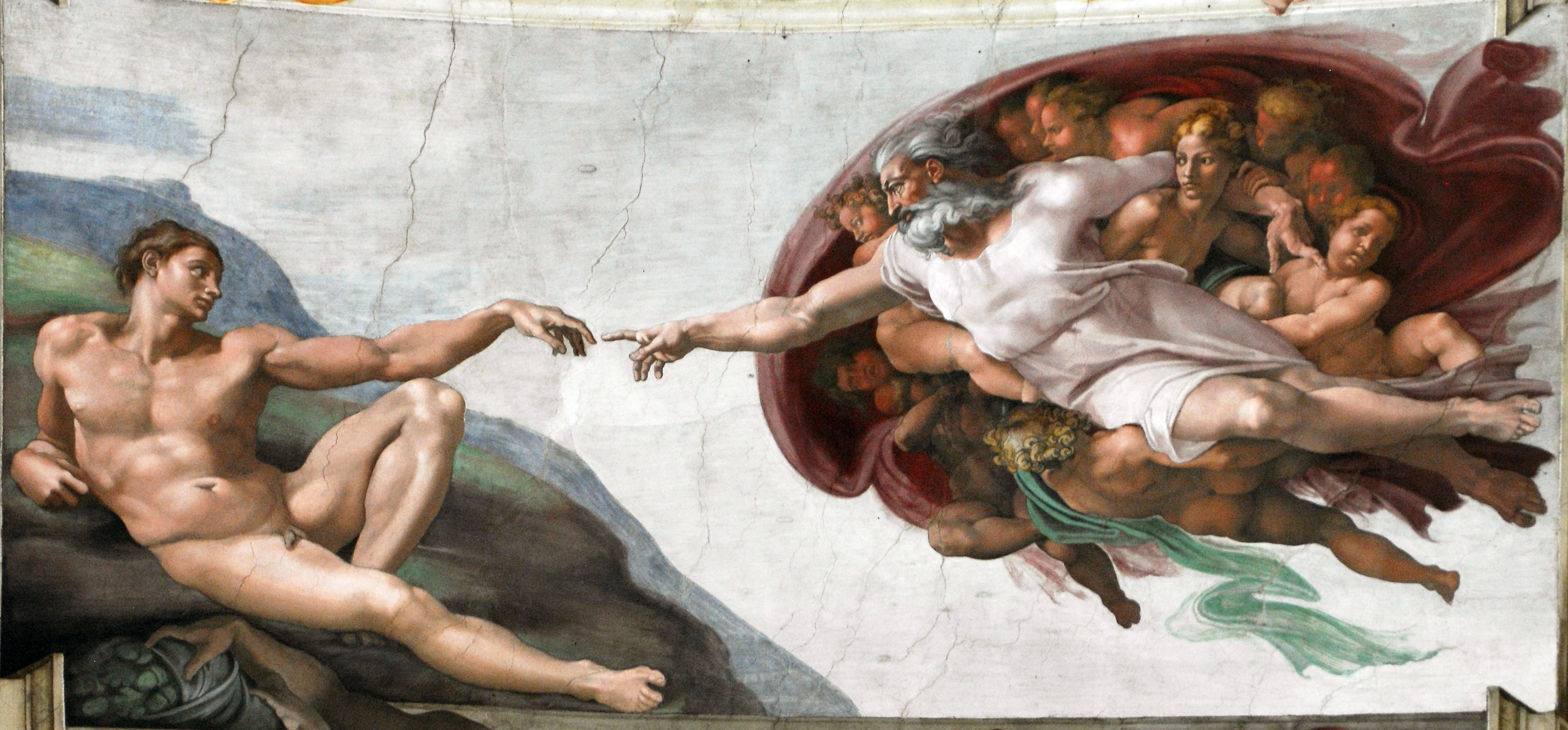
Dieu créant Adam de Michel-Ange.

La Renaissance est souvent considérée comme l’âge d'or de la peinture s’étendant du XIVe au XVIIe siècle. En Italie, des artistes comme Paolo Uccello, Fra Angelico, Masaccio, Piero della Francesca, Andrea Mantegna, Filippo Lippi, Giorgione, Le Tintoret, Sandro Botticelli, Léonard de Vinci, Michel-Ange, Raphaël, Giovanni Bellini et Titien ont porté la peinture à son plus haut niveau par l’utilisation de la perspective, l’étude de l’anatomie humaine et la proportion, et par une amélioration sans précédent des techniques picturales.

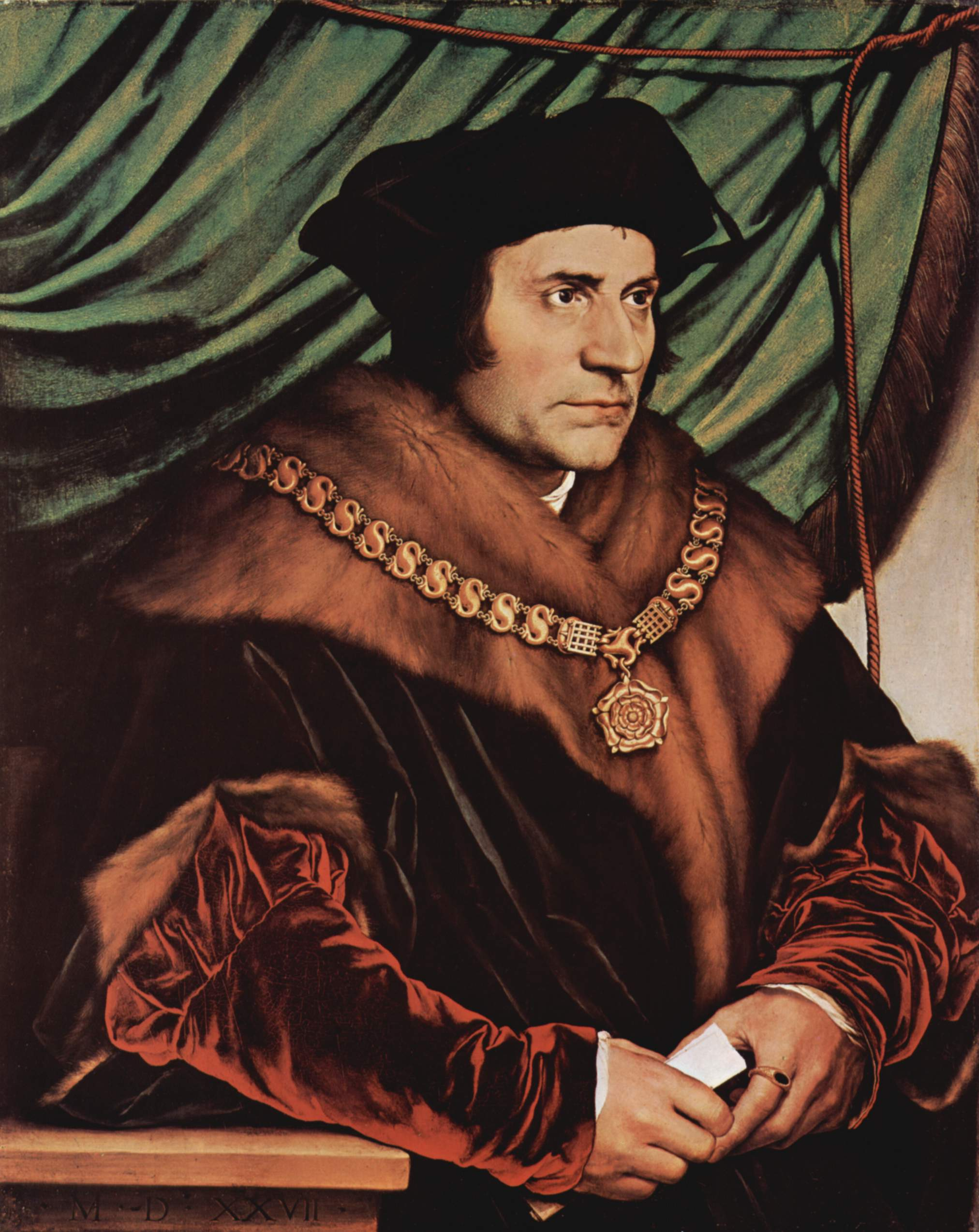
Portrait de Thomas More par Hans Holbein le Jeune (1527).

Les peintres flamands, hollandais et allemands de la Renaissance tels que Hans Holbein le Jeune, Albrecht Dürer, Lucas Cranach l'Ancien, Matthias Grünewald, Jérôme Bosch ou Pieter Brueghel l'Ancien avaient une approche différente de leurs collègues italiens, plus réaliste et moins idéalisée. L’adoption de la peinture à l'huile dont l’invention est traditionnellement, mais indûment, attribuée à Jan van Eyck, a rendu possible une peinture facilitant la représentation de la réalité. À la différence des Italiens, dont le travail était fortement marqué par l’art de la Grèce et de la Rome antiques, les peintres du Nord étaient imprégnés du style de la sculpture et enluminures du Moyen Âge.
La tradition française du gothique international, développera un nouveau style en intégrant les fortes tonalités chromatiques du gothique avec la perspective et les volumes italiens du Quattrocento, ainsi que les innovations naturalistes des primitifs flamands, l'École de Tours. Ses principaux représentants sont Jean Fouquet, Barthélemy d'Eyck originaire des Pays-Bas, Jean et François Clouet, Jean Perréal, Nicolas Froment, Jacob de Littemont et à l'École de Fontainebleau.
La peinture de la Renaissance reflète la révolution des idées et de la science (astronomie, géographie), la réforme protestante et l’invention de l’imprimerie. Albrecht Dürer, qui est considéré comme l’un des plus grands imprimeurs, indiquait que les peintres ne sont pas seulement des artisans, mais aussi des penseurs. Avec le développement de la peinture sur chevalet pendant la Renaissance, la peinture a gagné en indépendance par rapport à l’architecture. Les artistes ne représentaient plus uniquement des images religieuses et traditionnelles, mais ils ont inclus dans leurs peintures des représentations du monde qui les entourait ou des images, produits de leurs propres imaginations.

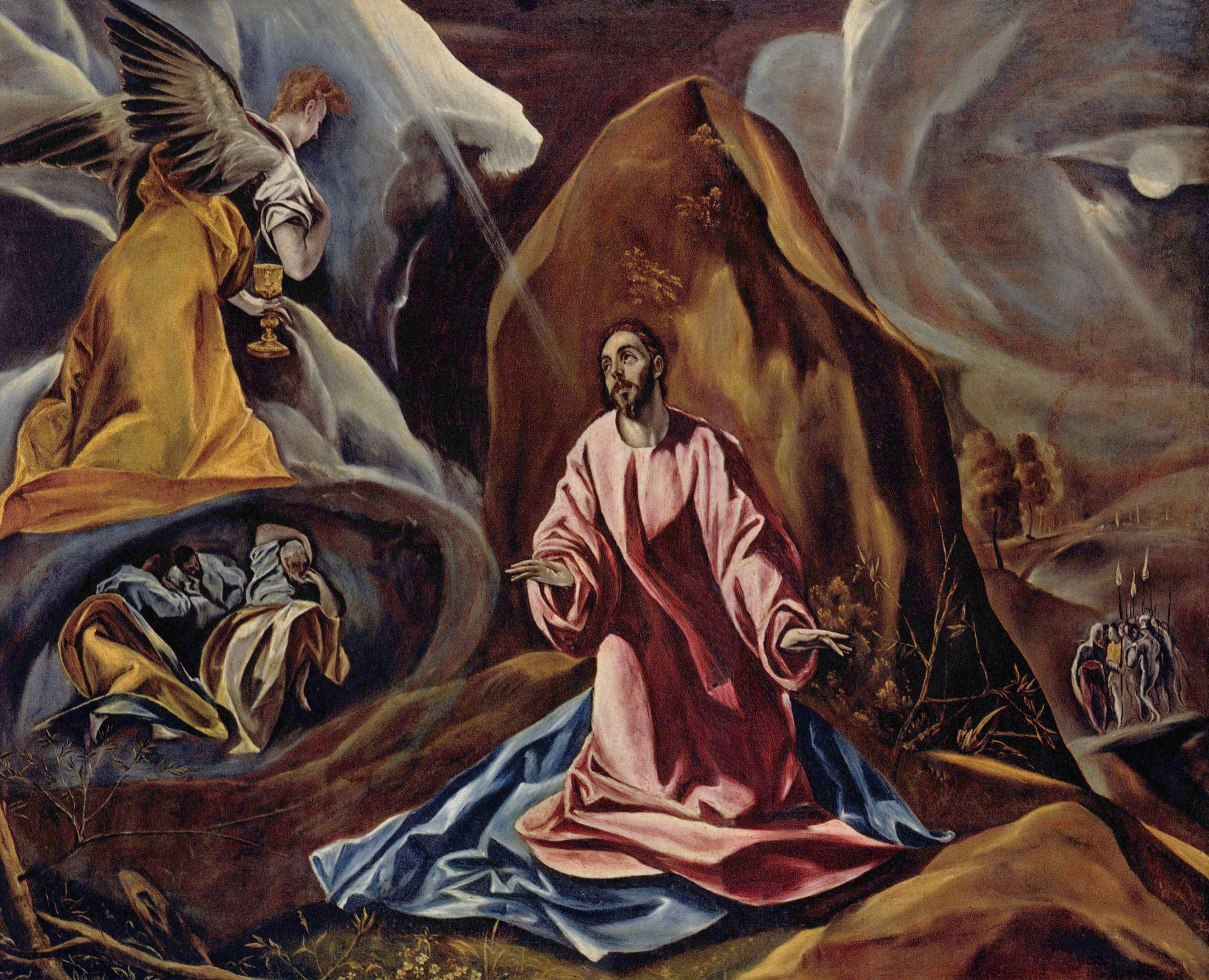
Le Christ au jardin du Greco.

Aux XVe et XVIe siècles, les peintures sur bois, qui pouvaient être accrochées aux murs et être déplacées à volonté, sont devenues de plus en plus populaires tant pour les églises que les maisons privées. Ces peintures plus mobiles ont peu à peu supplanté la peinture murale ou la fresque qui est intégrée à une structure permanente, comme les retables. La Haute Renaissance a vu apparaître un art stylisé connu sous le nom de maniérisme. Au lieu des compositions équilibrées et d’une approche raisonnée de la perspective qui caractérisaient l’art à l’aube du XVIe siècle, les maniéristes recherchaient l’instabilité, l’artifice et le doute. Les visages et les gestes figés des peintures de Piero della Francesca et les vierges calmes de Raphaël ont été remplacés par les expressions préoccupées de Pontormo et l’intensité émotive d’El Greco.

### La Chine de - 500 auXIVesiècle
Les plus anciennes œuvres de peintres chinois datent la période des Royaumes Combattants (481 - 221 av. J.-C.), avec des peintures sur soie ou sur des tombeaux, de la roche, de la brique, ou de la pierre. Elles représentaient généralement des formes stylisées simplistes avec des modèles géométriques rudimentaires. Ces peintures dépeignaient souvent des créatures mythologiques, des scènes domestiques, des scènes de travail ou des scènes somptueuses pleines de fonctionnaires royaux. À cette période, et par la suite sous la dynastie Qin (221 - 207 av. J.-C.) et la dynastie Han (202 av. J.-C. - 220), la peinture n’était pas un moyen d’expression personnelle, mais plutôt le moyen de symboliser et honorer la géomancie, les rites funéraires, les représentations des dieux mythologiques ou l’esprit des ancêtres, etc.
Sous la dynastie Han, les peintures sur soie représentant des fonctionnaires de la cour et des scènes domestiques côtoyaient des scènes de chasse avec des hommes à cheval ou participant à des défilés militaires. Il y avait aussi des peintures sur des figurines et des statues, comme celles recouvrant les statues de soldats et de chevaux du mausolée de l'empereur Qin. Sous la dynastie des Jin orientaux (316 - 420) basée à Nanjing, la peinture était devenue l’un des passe-temps officiels des fonctionnaires, des aristocrates et des bureaucrates confucianistes éduqués, tout comme la musique jouée à la cithare guqin, la calligraphie et la poésie. La peinture est devenue une forme d’expression artistique libre et, à cette période, les peintres de la cour faisaient partie de l’élite sociale.
Le peintre Gu Kaizhi (344 - 406) de la dynastie des Jin orientaux qui est l’un des artistes les plus célèbres de l’histoire chinoise représente parfaitement le développement de la peinture chinoise classique. Comme peintures sur rouleau de Kaizhi, des artistes chinois de la dynastie Tang (618 - 907) comme Wu Daozi ont peint des œuvres aux couleurs vives et très détaillées sur des rouleaux horizontaux. Les peintures de la période Tang représentaient un environnement et des paysages idéalisés avec, de façon clairsemée, des objets ou des personnes. Un artiste comme Zhan Ziqian, au début de l’ère Tang, a peint de superbes paysages avec un style qui fait de lui un précurseur du réalisme. Cependant, l’art du paysage a atteint son plus grand niveau de maturité et de réalisme durant la période des Cinq Dynasties et des Dix Royaumes (907 - 960) avec des peintres exceptionnels comme Dong Yuan ou Gu Hongzhong.
Avec la dynastie Song (960 - 1279), non seulement l’art du paysage s’est amélioré mais, au même moment, la peinture de portraits est devenue plus normalisée et sophistiquée qu’auparavant pour atteindre sa maturité sous la dynastie Ming (1368 - 1644). À la fin du XIIIe siècle et durant la première moitié du XIVe siècle, sous la dynastie Yuan contrôlée par les mongols, les chinois n’avaient pas le droit d’occuper les postes les plus élevés du gouvernement qui étaient réservés aux Mongols ou à d’autres groupes ethniques d’Asie centrale), et le système de l’examen impérial fut donc abandonné pendant un temps. Beaucoup de Chinois instruits qui n’avaient pas de profession se sont donc tournés vers l’art, la peinture et le théâtre principalement ce qui explique que la période Yuan ait été l’une des ères les plus vibrantes et les plus abondantes pour la peinture chinoise. Ce fut le cas par exemple de Qian Xuan (1235 - 1305), qui était un fonctionnaire de la dynastie Song, mais qui a refusé desservir la cour de Yuan et s’est consacré à la peinture. On peut également citer les peintures murales du palais de Ming Yongle qui couvrent plus de 1000 mètres carrés.
Bien qu’une peinture stylisée, une élégance surréaliste aient souvent été préférées au réalisme (comme dans le style shanshui), les peintres chinois ont commencé à réaliser des peintures de plus en plus réalistes sous la dynastie Song, mouvement qui a perduré ensuite. Les artistes de la dynastie Ming ont ainsi développé un goût pour les détails et le réalisme de la nature, particulièrement dans la description des animaux (tels que les canards, cygnes, moineaux, tigres, etc.) ou des fleurs et du bois.

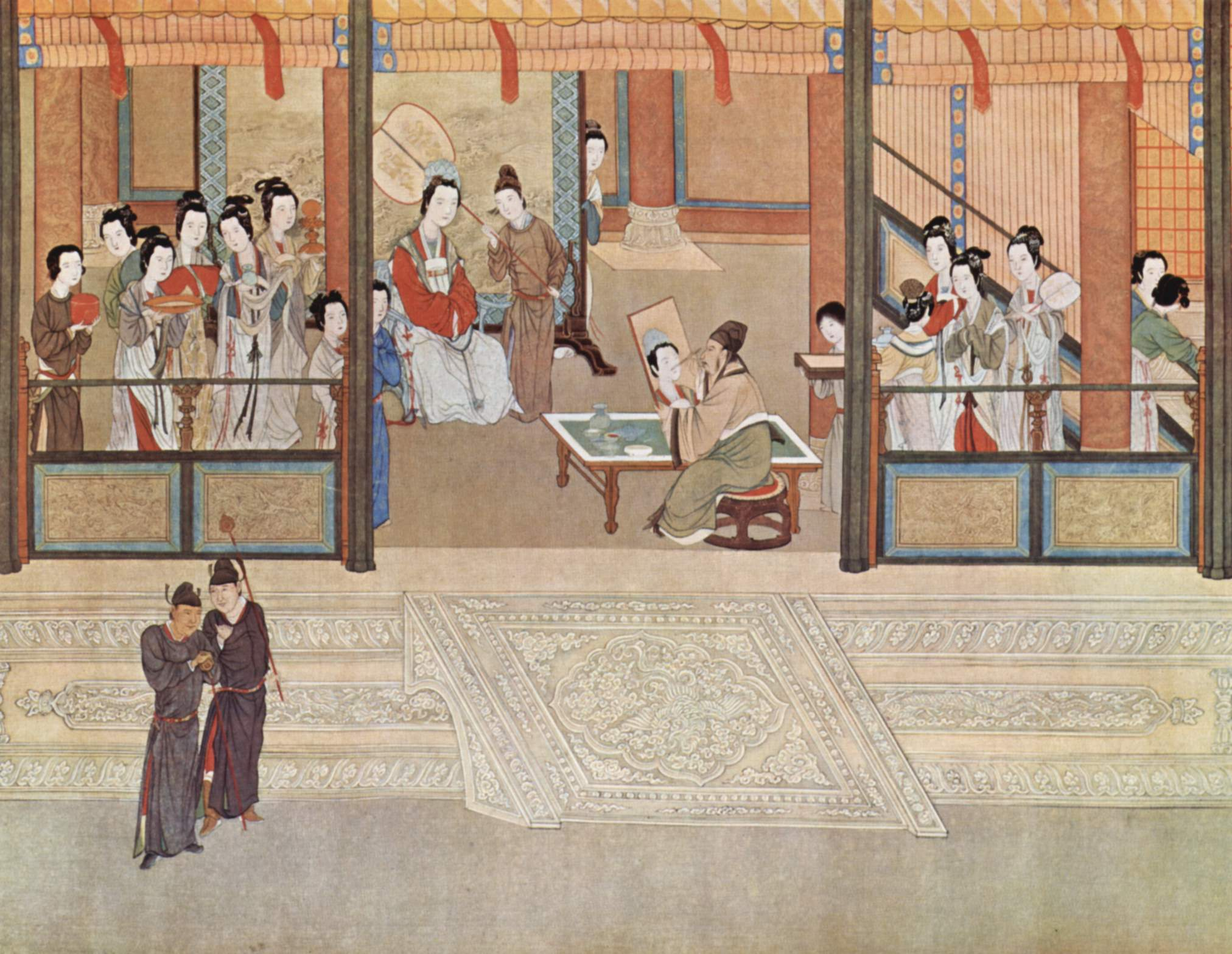
Un matin d’automne dans le palais Han, par le peintre Qiu Ying, sous la dynastie MingBonampak-
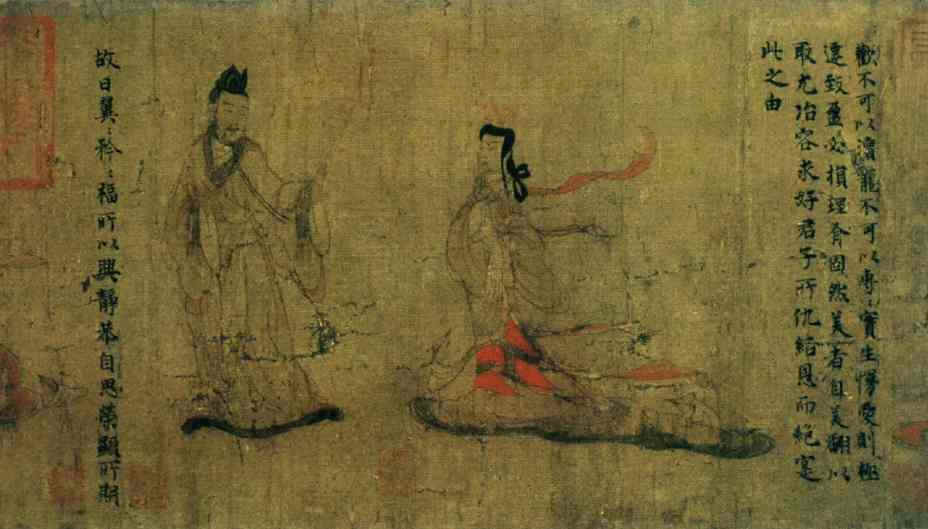
Peinture sur rouleaux de Gu Kaizhi.
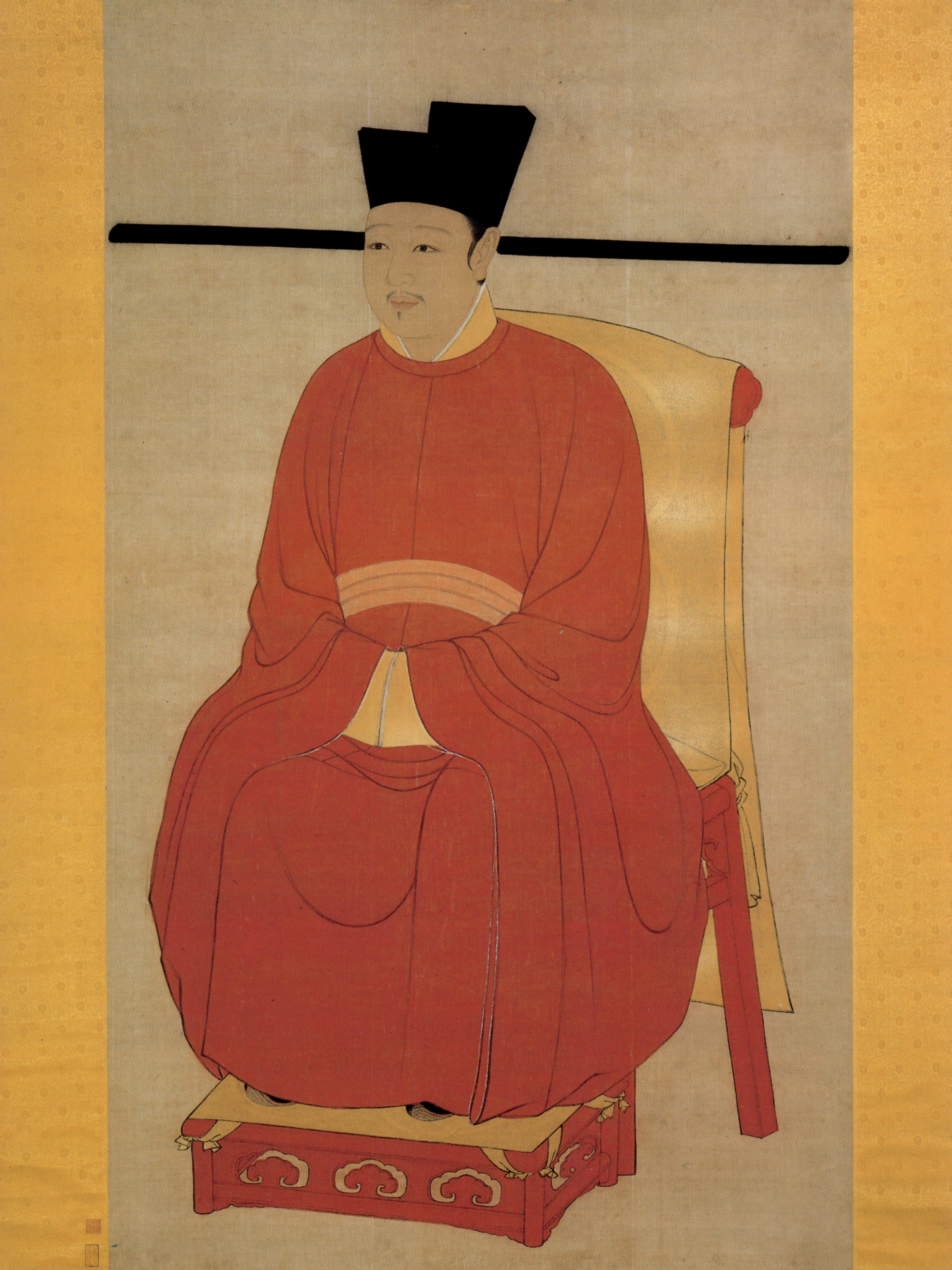
Un portait de l’empereur Huisong, de la dynastie Song.

### Peintures précolombienne
La Peinture précolombienne n'a pas développé autant que l'architecture et la sculpture, mais il existe de nombreux vestiges archéologiques de la peinture murale, notamment au Mexique: à Teotihuacán, les murs des bâtiments étaient recouverts d'une couche de stuc peinte de scènes narratives ou de motifs décoratifs; à Bonampak et Mayapan temples mayas décorés de fresques de style réaliste qui narrent les événements historiques; à Cacaxtla, des peintures murales représentant des dieux, des prêtres et des guerriers ont été récemment découvertes. Les peintures murales ont également été trouvées en Amérique du Sud, généralement avec des dessins géométriques, comme dans Tierradentro (Colombie), ou thème mythologique, comme à Panamarca (Pérou).
D'autres échantillons de peinture précolombienne se trouvent dans la décoration en céramique, en particulier des navires Maya et au Pérou la Culture Moche et Culture Nazca.

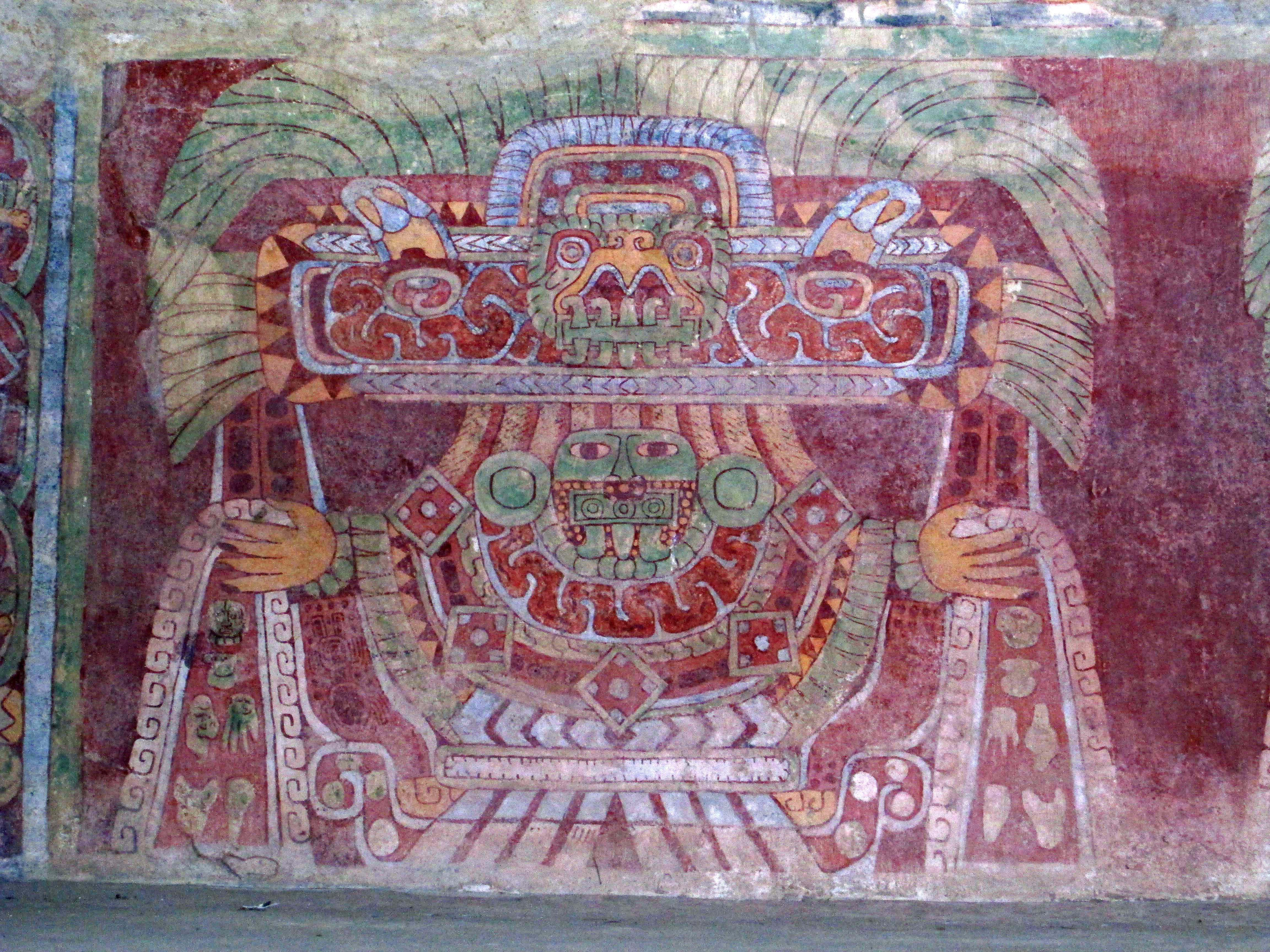
Fresque de Tetitla à Teotihuacán.
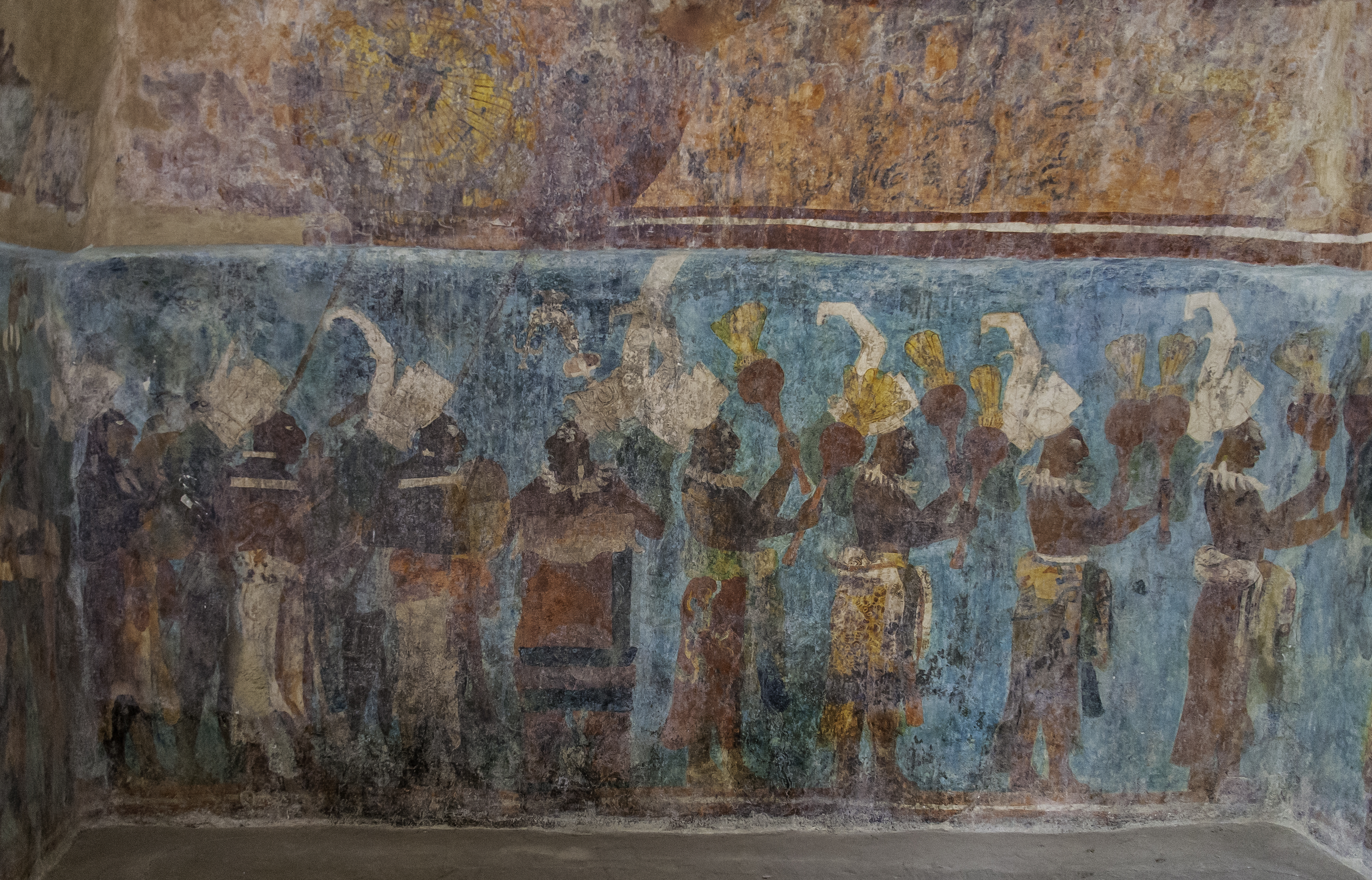
Fresque de la Structure 1 à Bonampak.
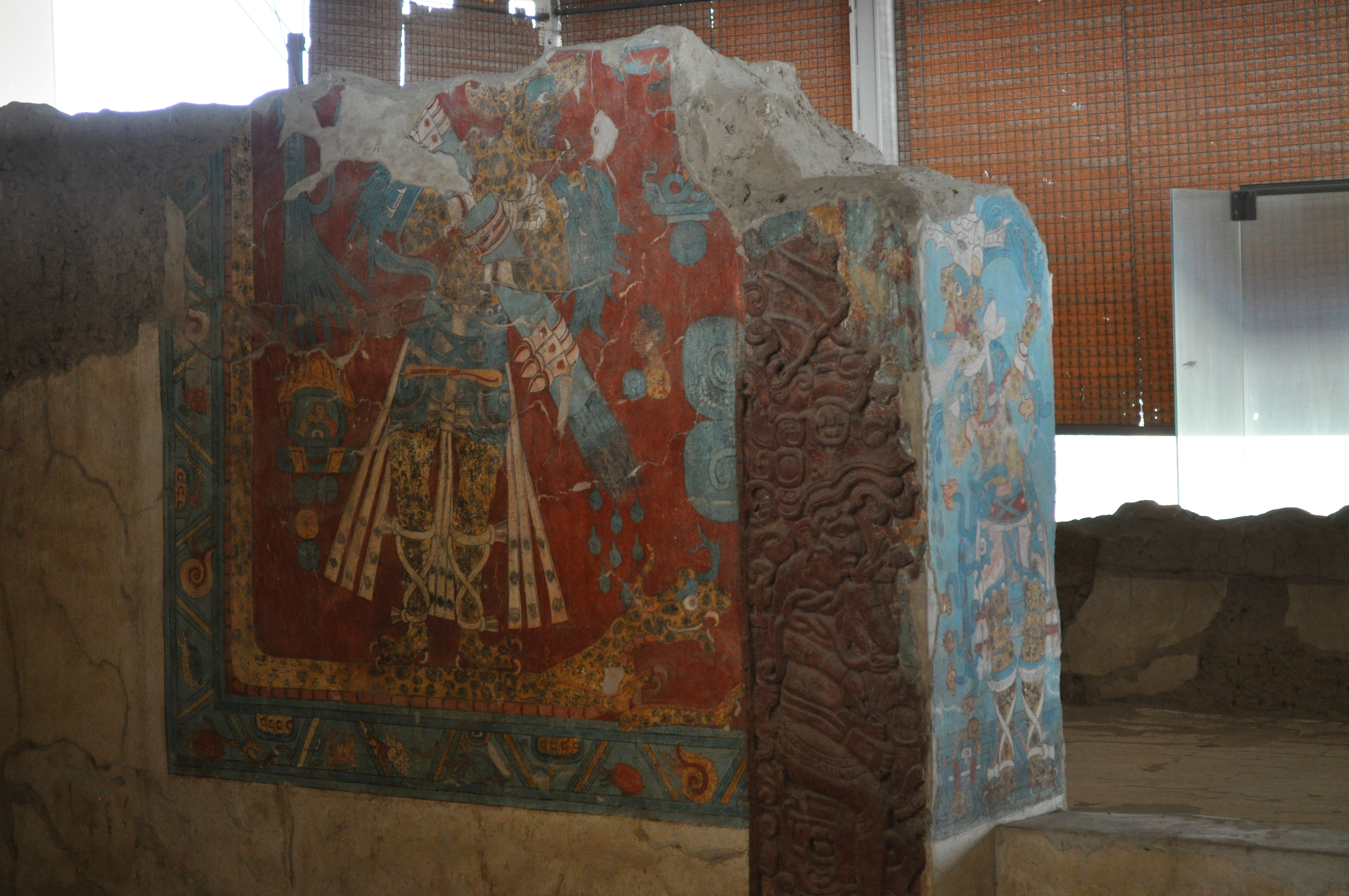
Peinture murale de l'Homme - Jaguar, Cacaxtla.
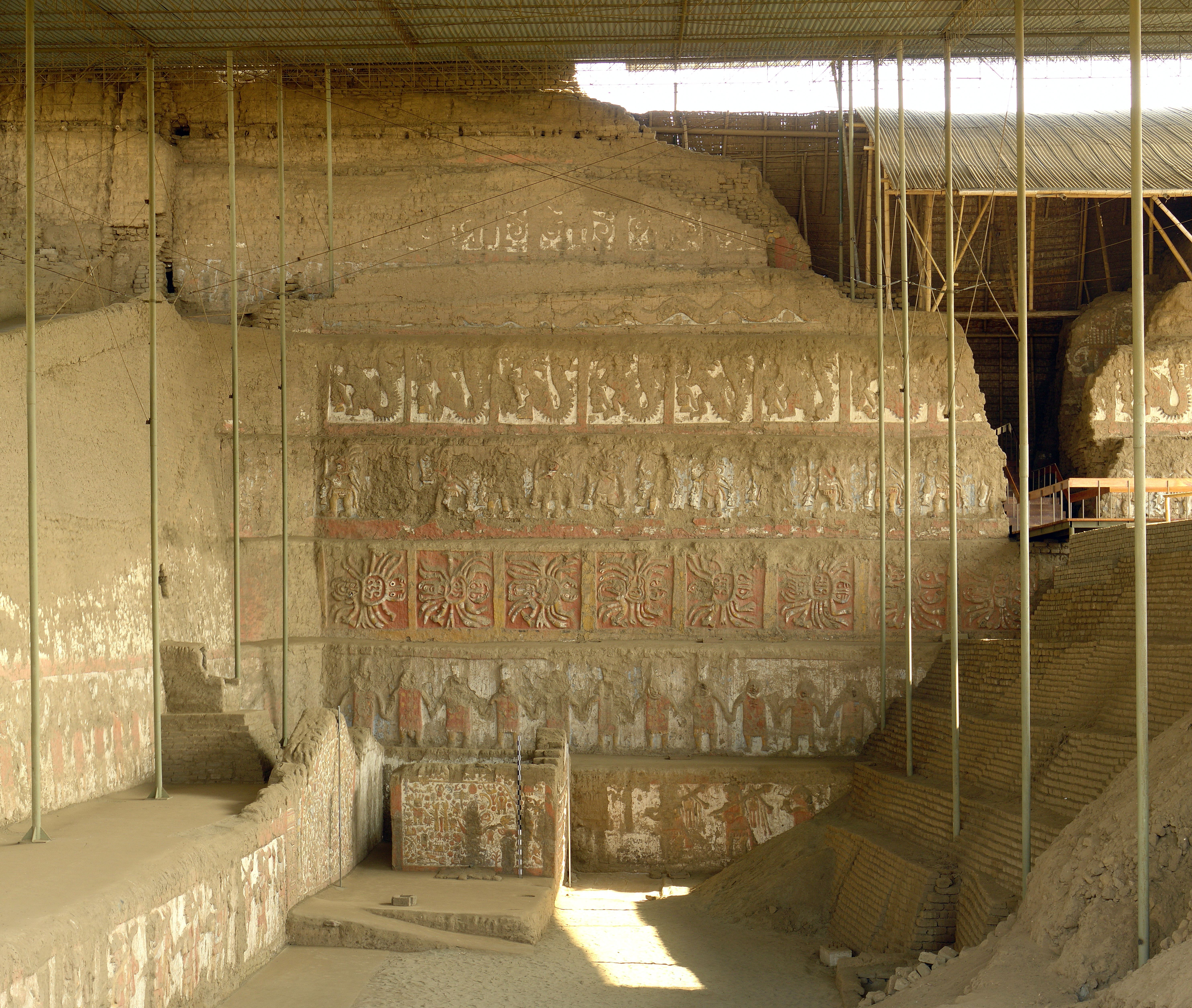
Huaca de la Luna, Pérou.
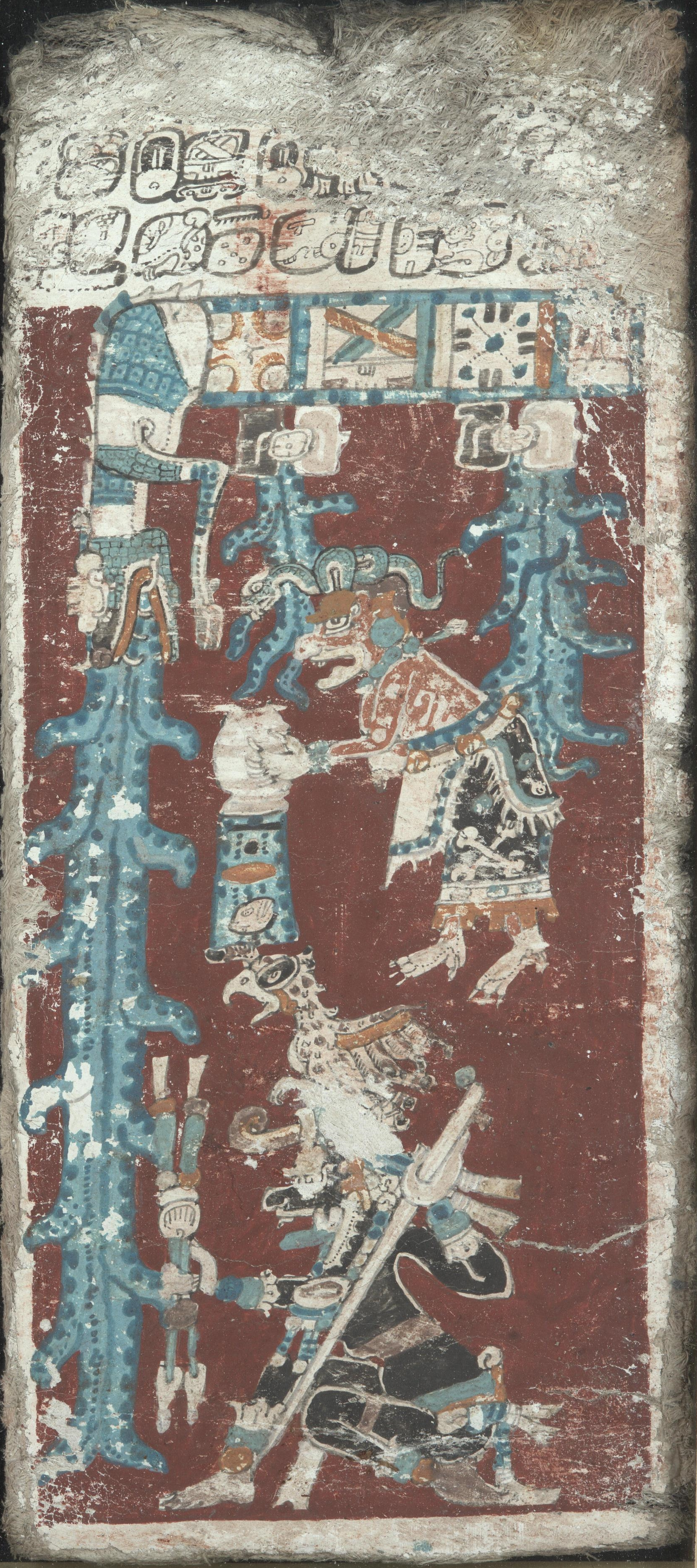
Page 74 du Codex de Dresde.
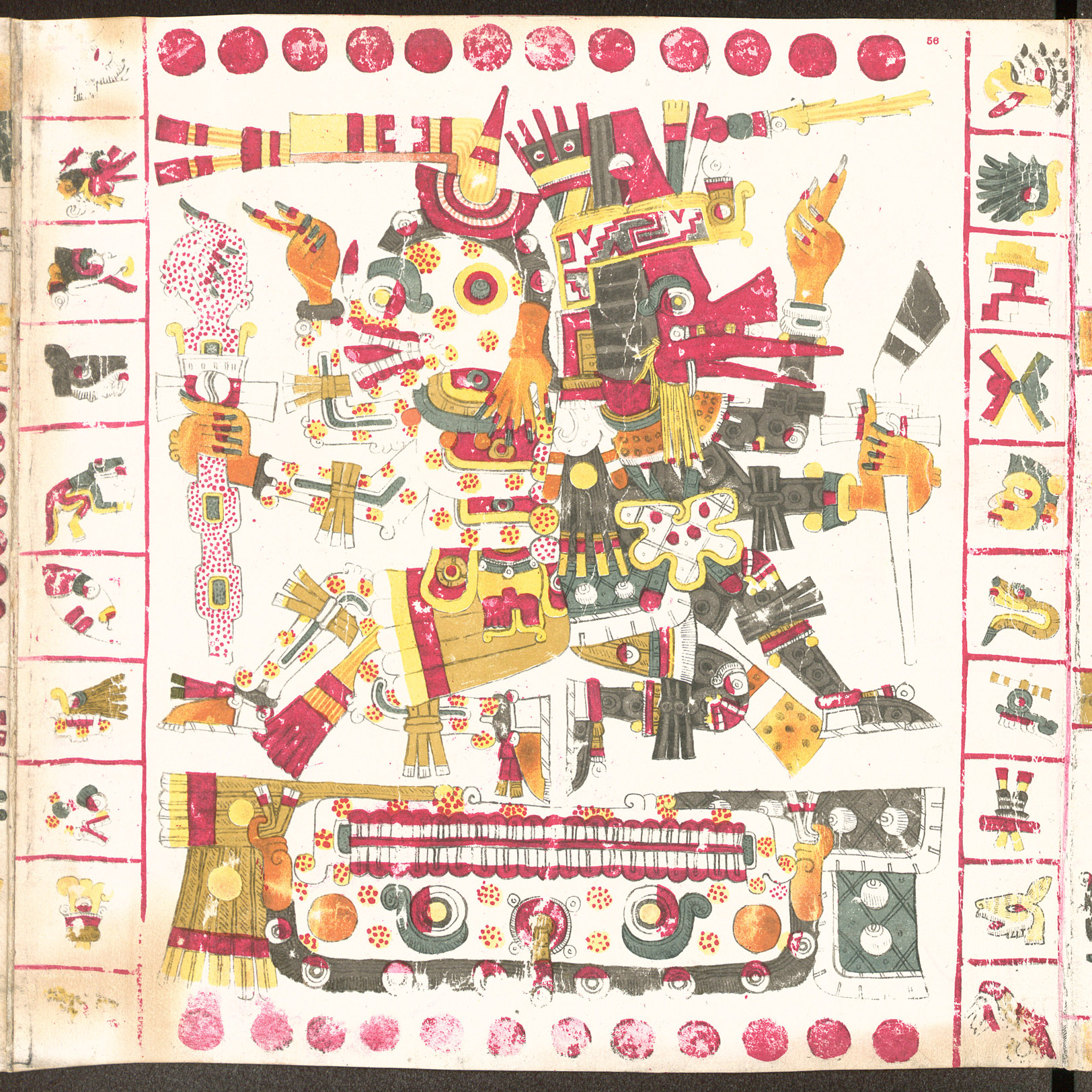
Page 56 du Codex Borgia, il montre le Dieu Mictlantecuhtli et Quetzalcóatl.
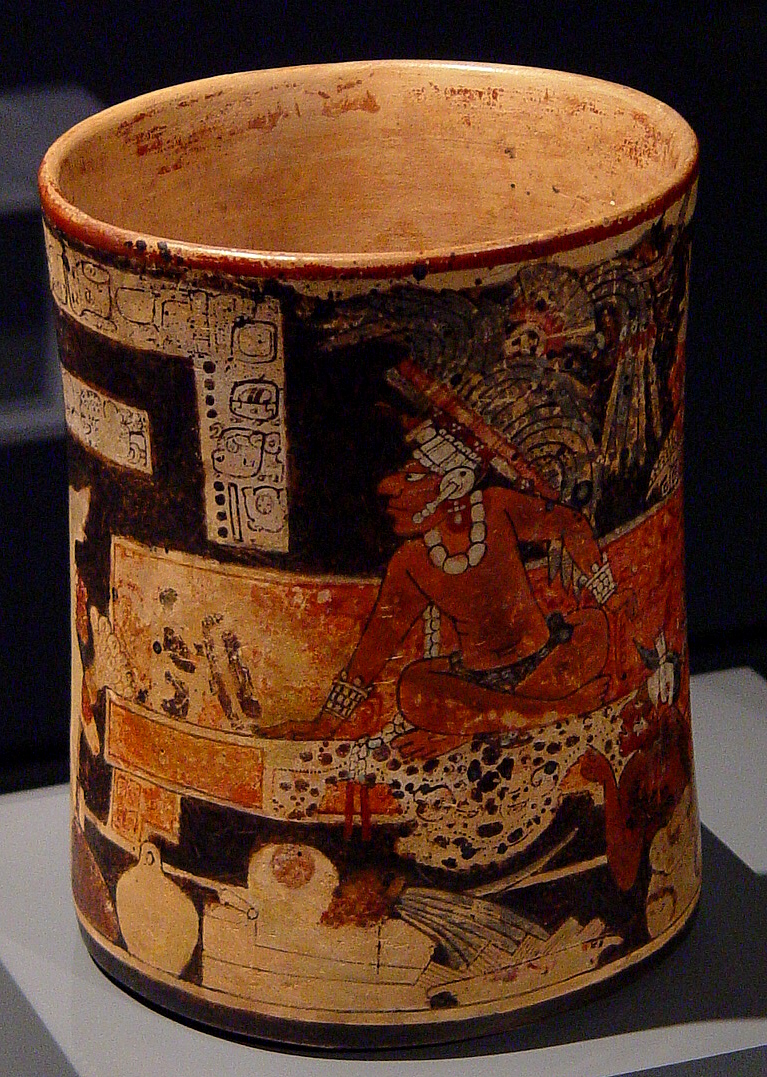
Peinture sur un vase Maya.
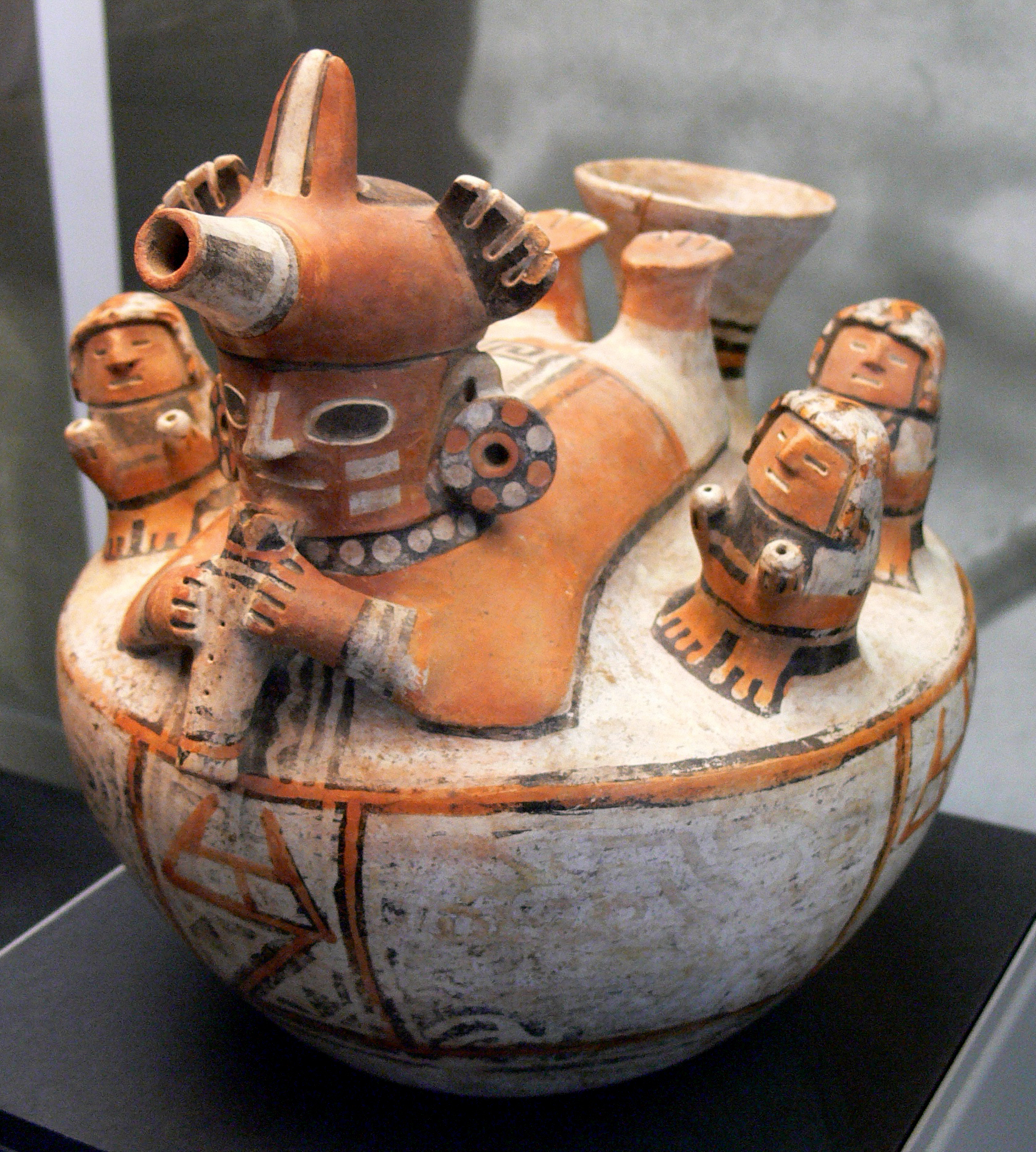
Peinture sur céramique; Culture Recuay, Pérou.

## Peinture du XVIIeme au début du XVIIIeme siècle

### Europe
À partir de 1600 et tout au long du XVIIe siècle, s’est développé un nouveau style de peinture, la peinture baroque que certains historiens de l’Art disent initiée par le peintre Federico Barocci. Parmi les plus grands peintres baroques, il faut citer Le Caravage, Rembrandt, Rubens, Vélasquez, Poussin, et Vermeer. Le Caravage est un héritier de la peinture humaniste de la Haute Renaissance. Son approche réaliste des personnages humains a choqué ses contemporains et ouvert un nouveau chapitre de l’histoire de la peinture. La peinture baroque dramatise souvent les scènes en utilisant des effets de lumière comme l’illustrent les peintures de Rembrandt, de Vermeer, des frères Le Nain ou de Georges de La Tour.
Au XVIIIe siècle, le style rococo est apparu comme un dérivé de la peinture baroque, plus décadent, plus léger, souvent frivole et érotique. Les maîtres français Watteau, Boucher et Fragonard sont représentatifs de ce style, tout comme Giovanni Battista Tiepolo, Giovanni Antonio Canaletto, Claudio Francesco Beaumont en Italie, et Thomas Gainsborough en Angleterre. Jean Siméon Chardin est quant à lui considéré comme le meilleur peintre français du XVIIIe siècle.

Les Ménines de Diego Vélasquez (1656).
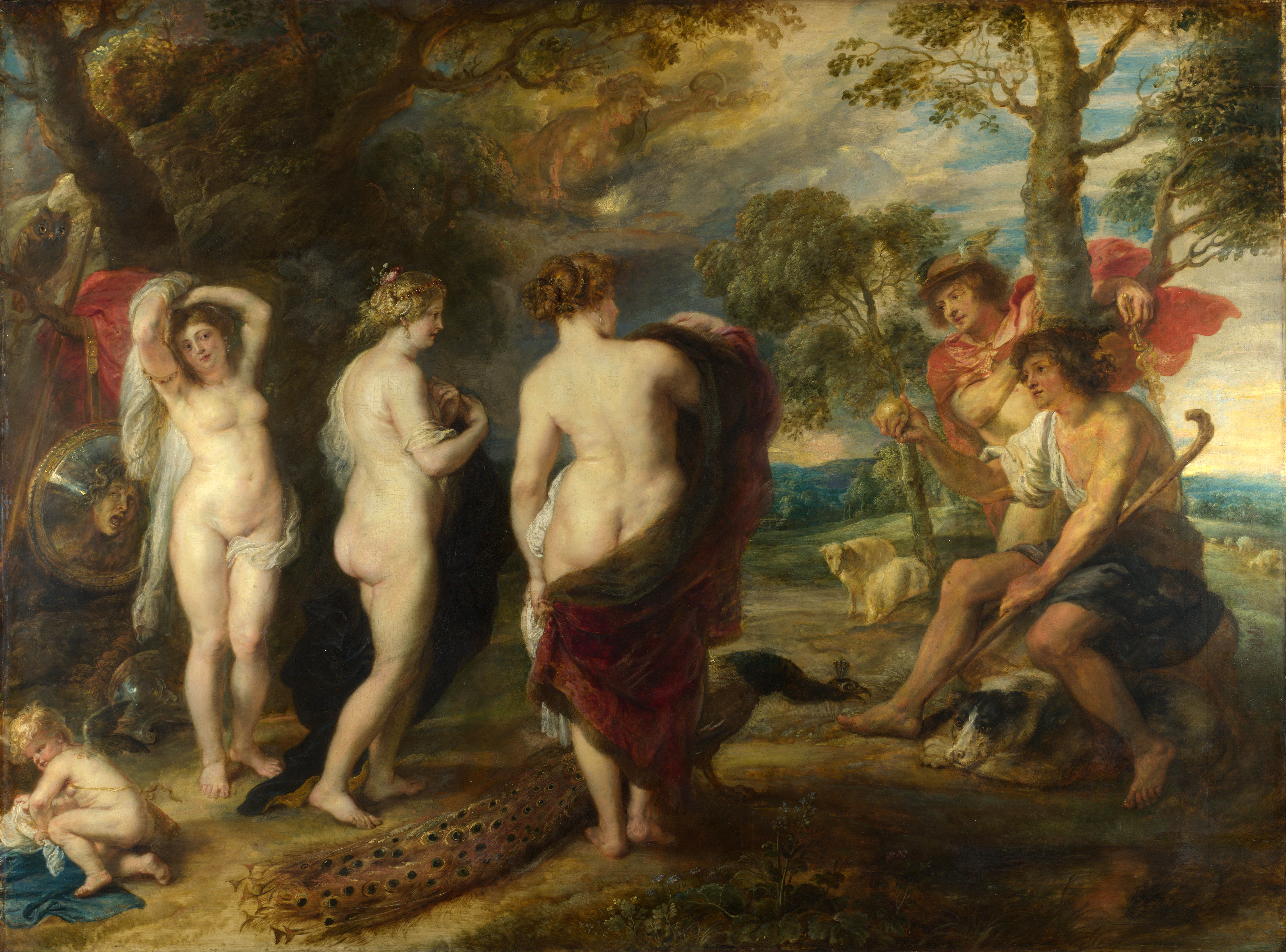
Le Jugement de Pâris de Rubens.
Pèlerinage à l’île de Cythère d’Antoine Watteau.

### Amérique

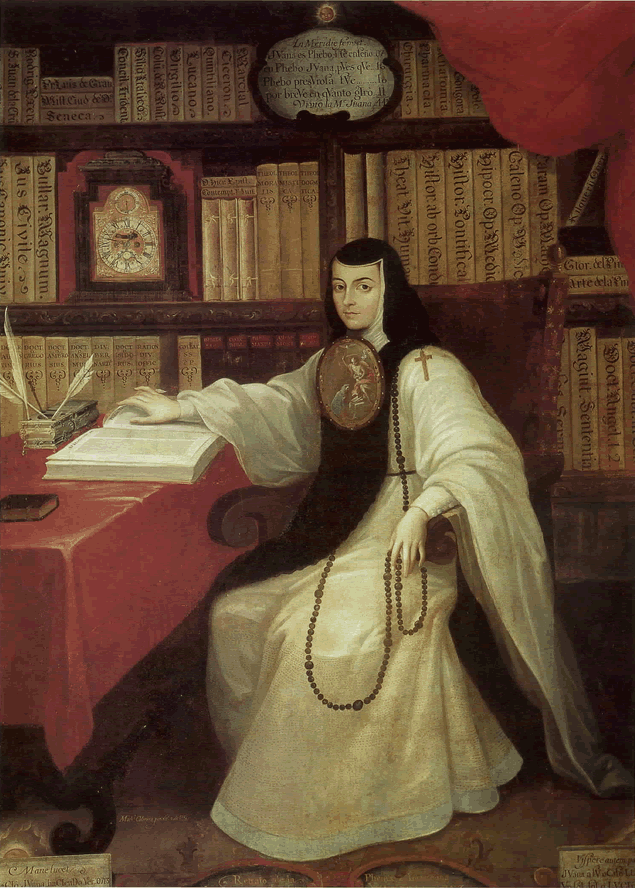
Sor Juana de Miguel Cabrera.

Sous l'ère coloniale, les influences occidentales ont commencé à avoir un impact sur l'art américain. On peut notamment citer Miguel Cabrera (1695 – 1768), peintre mexicain du vice-royaume de Nouvelle-Espagne; quelques années ensuite le mexicain José María Velasco Gómez (1840 - 1912). Le muralisme mexicain s'est développé au XXe siècle.

## Seconde moitié du XVIIIeme et début du XIXeme siècle

### Néo-classicisme et Romantisme

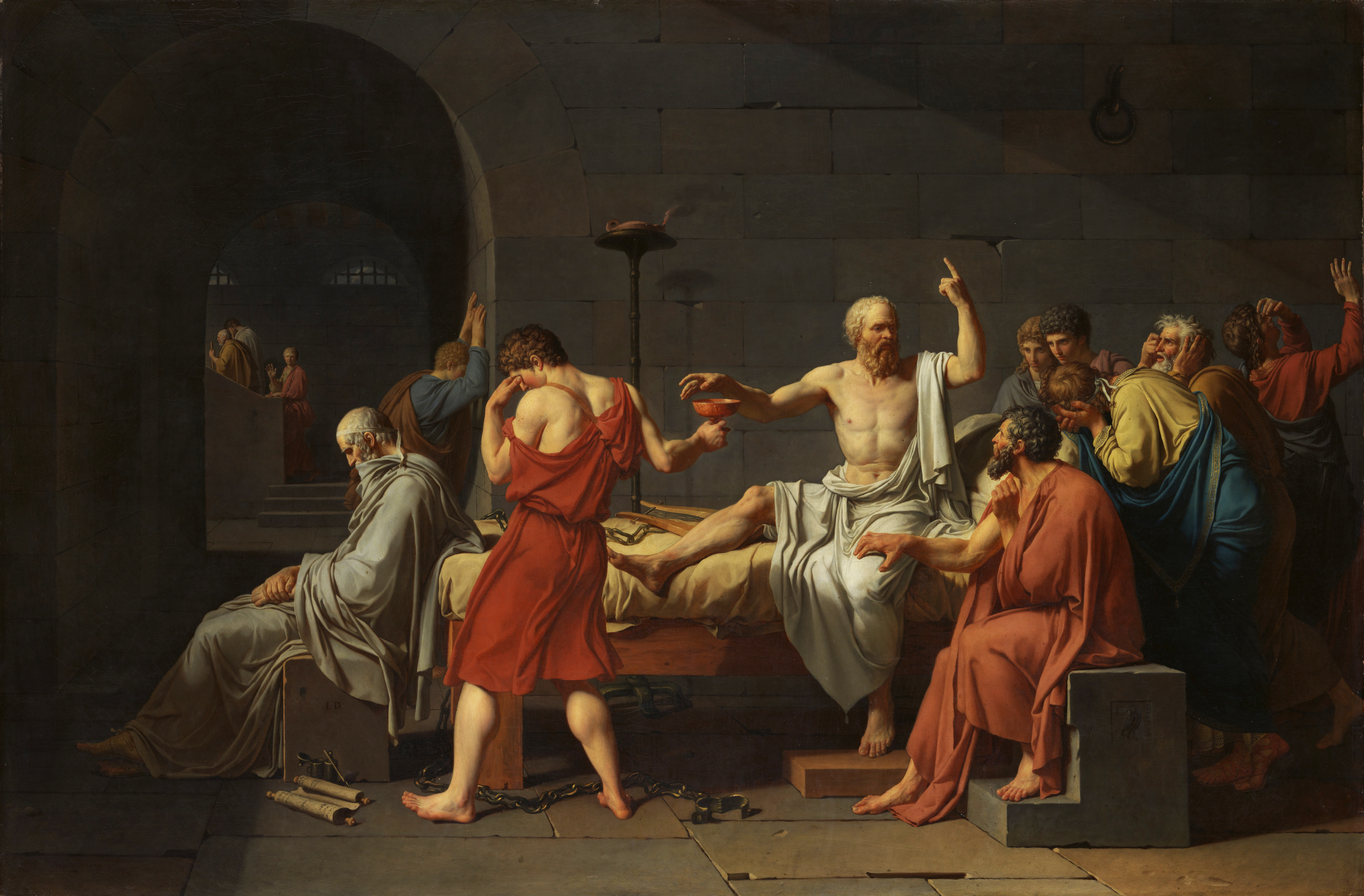
La Mort de Socrate par Jacques-Louis David.

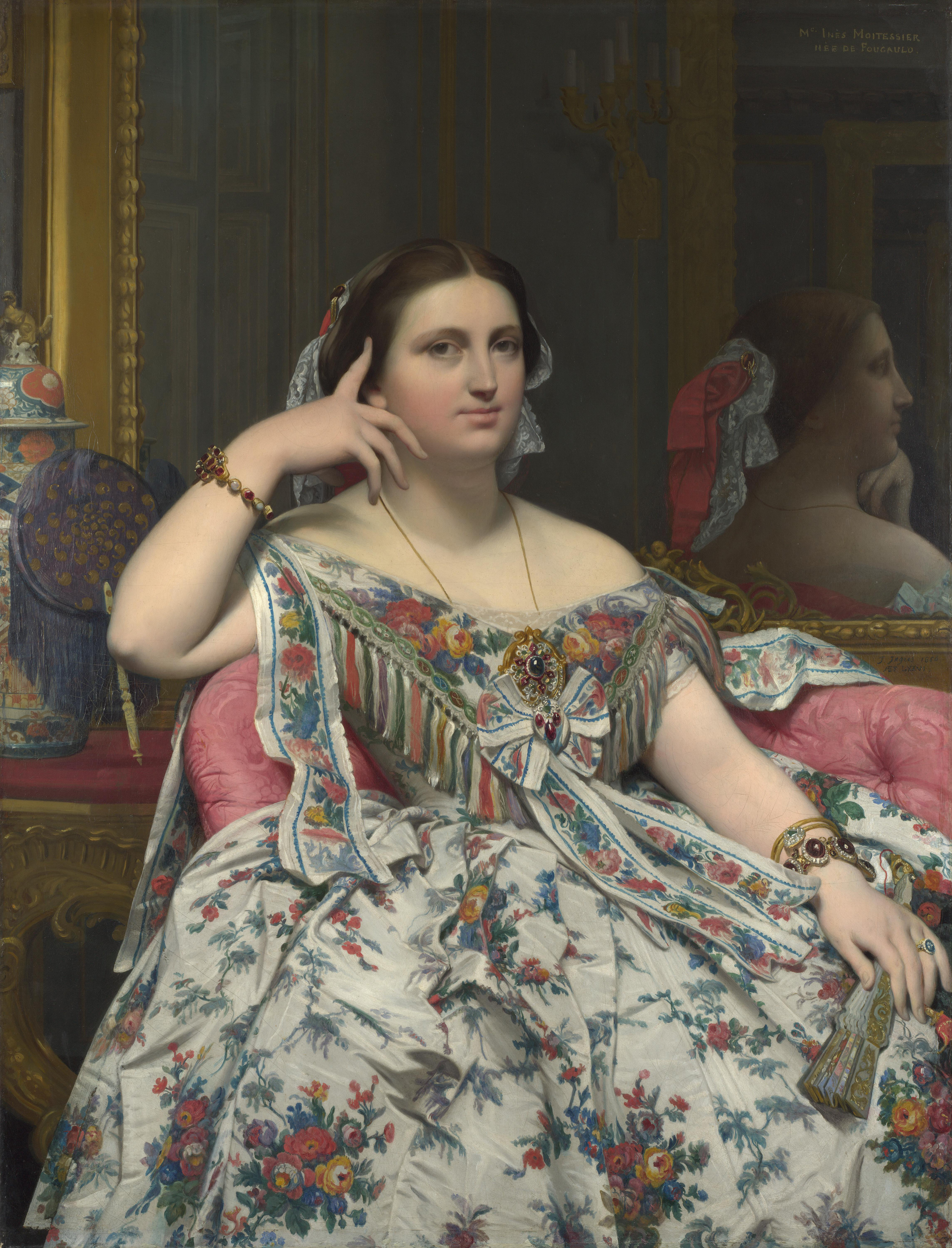
Madame Moitessier de Dominique Ingres (1856).

Après le style rococo succède à la seconde moitié du XVIIIe siècle le néoclassicisme, mouvement initié à partir des écrits de Winckelmann et Lessing. En peinture les principaux représentants furent Anton Raphael Mengs, Gavin Hamilton et Jacques-Louis David à l'origine d'une école d'où sortent Antoine Jean Gros dont les œuvres annoncent la peinture romantique, Girodet et Jean-Auguste-Dominique Ingres.

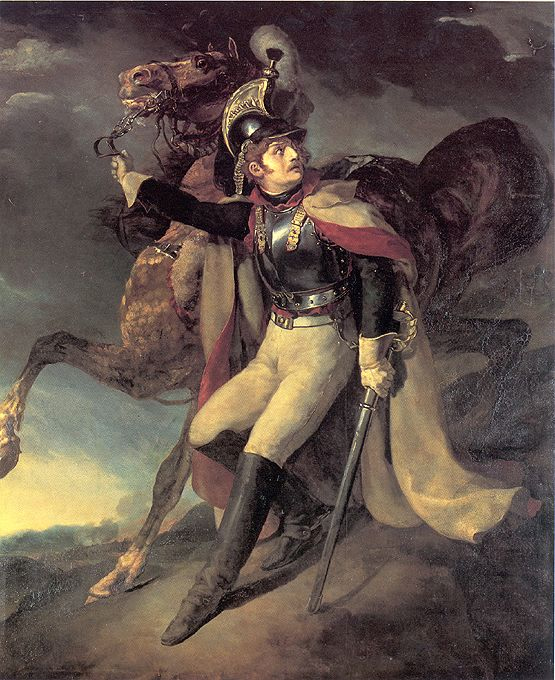
Cuirassier blessé quittant le feu de Théodore Géricault (1814).

Le mouvement romantique s’est attaché à la représentation des paysages, de la nature, les figures humaines et de manière générale la suprématie de l’ordre normal sur la volonté humaine.
Parmi les principaux peintres de cette période on retrouve Eugène Delacroix, Théodore Géricault, Joseph Mallord William Turner, Caspar David Friedrich et John Constable. Le travail d’Arnold Böcklin évoque le mystère. Aux États-Unis, la peinture romantique de paysage s’est fait connaître au travers de l’Hudson River School avec des peintres tels que Thomas Cole, Frederic Edwin Church, Albert Bierstadt ou Sanford Robinson Gifford.

### Peinture chinoise
La peinture chinoise classique a perduré sous la dynastie Qing, avec des portraits très réalistes comme ceux de l’empereur de Kangxi, de l’empereur de Yongzheng ou de l’empereur Qianlong. Sous le règne de Qianlong et jusqu’au XIXe siècle, le style baroque européen a visiblement influencé la peinture chinoise, particulièrement avec les effets d’ombres et lumières. Inversement, les peintures asiatiques et d’autres formes d’art, comme la porcelaine et la laque, étaient très appréciées en Europe.

## Le XIXeme siècle

### du Réalisme au Postimpressionnisme

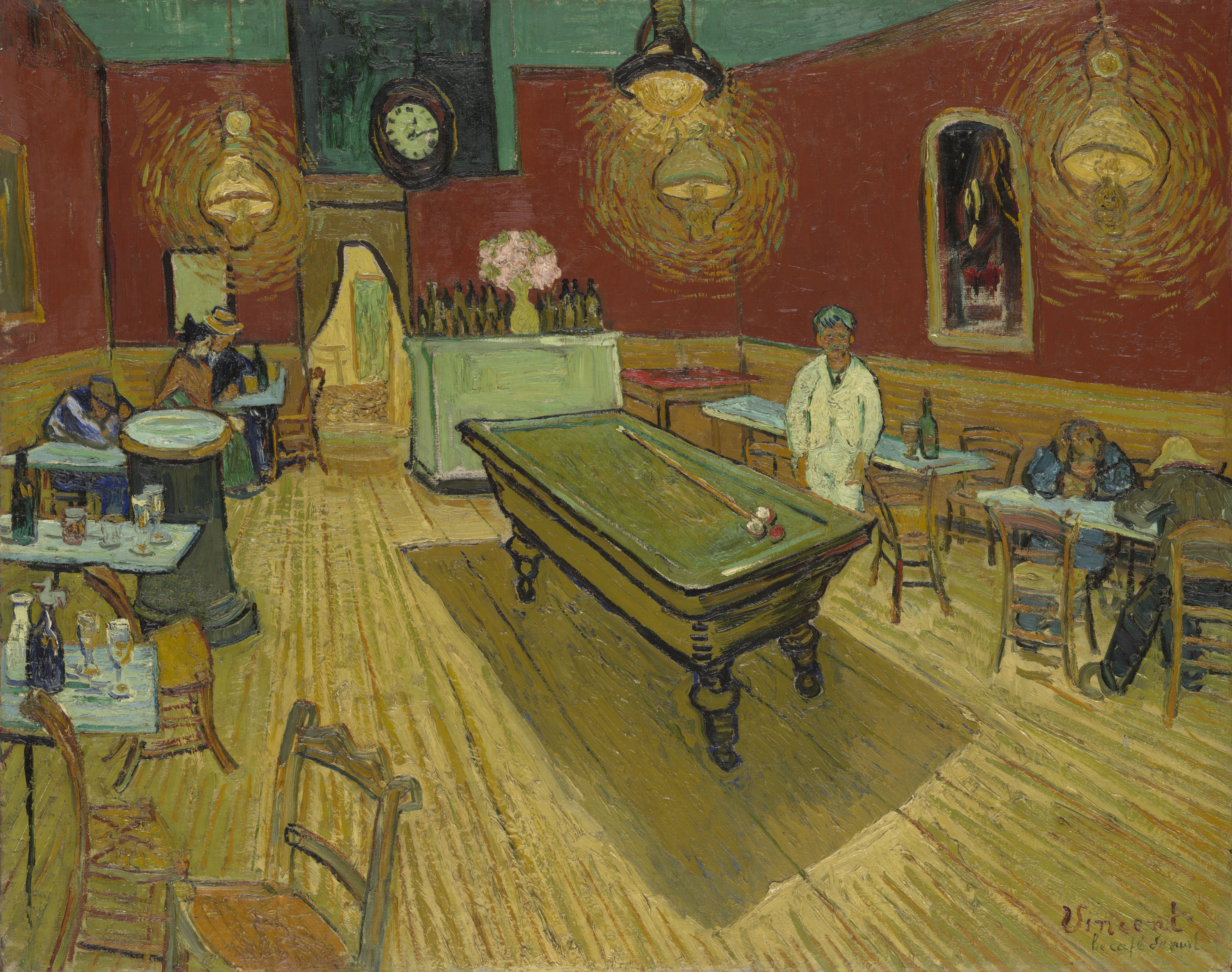
Le Café de nuit, place Lamartine, Arles de Vincent van Gogh (1888).

Le principal peintre de l’école de Barbizon, Camille Corot a réalisé des peintures parfois romantiques et parfois imprégnées d’un réalisme qui annonçait l’impressionnisme. L’un des peintres majeurs marquant le tournant vers le réalisme au milieu du XIXe siècle est Gustave Courbet. Dans le dernier tiers de siècle, les peintres impressionnistes comme Édouard Manet, Claude Monet, Pierre-Auguste Renoir, Camille Pissarro, Alfred Sisley, Edgar Degas et les post-impressionnistes tels que Vincent van Gogh, Paul Gauguin, Georges Seurat ou Paul Cézanne, ont amené la peinture aux portes du modernisme.
La peinture des États-Unis et du Canada a été en grande partie influencée par le monde occidental. On peut citer les peintres paysagistes américains de l'Hudson River School ou du mouvement luministe au milieu du XIXe siècle, plus tard du Tonalisme, et Antoine-Sébastien Falardeau peintre canadien. Childe Hassam (1859 - 1935), peintre impressionniste américain important. L'expressionnisme abstrait est un mouvement qui s'est développé peu après la Seconde Guerre mondiale dont le mouvement est né à New York vers 1945. L'Expressionnisme figuratif new-yorkais, l'École de San Francisco, le Synchromisme, la Scène américaine, le Minimalisme, le Bad Painting et le Colorfield Painting sont des mouvements artistiques apparus au XXe siècle.

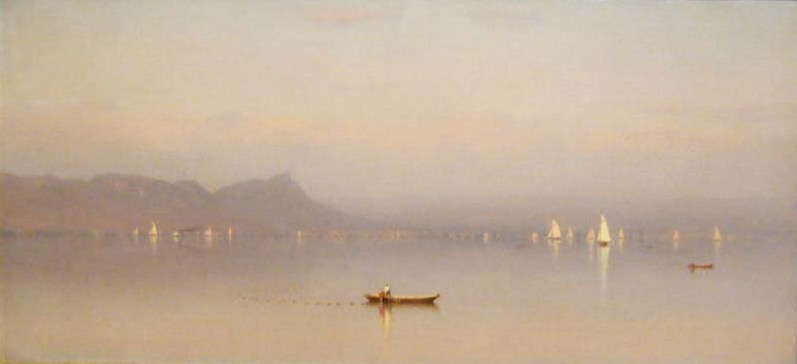
Le matin sur l'Hudson de Sanford Gifford (1866), Institut d'Art de Chicago.
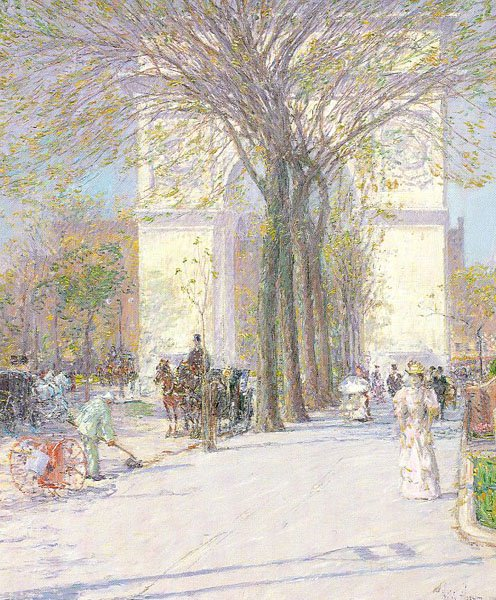
Washington Arch Spring de Childe Hassam.

## La peinture moderne
L’héritage du postimpressionnisme, avec des peintres comme Van Gogh, Cézanne, Gauguin ou Seurat a joué un rôle essentiel dans le développement de l’art moderne. Au début du XXe siècle, Henri Matisse et d’autres jeunes artistes ont révolutionné le monde artistique parisien avec une peinture « sauvage », multicolore et expressive que les critiques ont appelée le fauvisme. Pablo Picasso a réalisé sa première peinture cubiste en se fondant sur une idée de Cézanne selon laquelle toute représentation de la nature peut être réduite à trois solides : un cube, une sphère et un cône.

### Les pionniers
Le début du XXe siècle est marqué par le développement du fauvisme avec des artistes tels que Henri Matisse, Georges Braque, André Derain, Raoul Dufy et Maurice de Vlaminck qui ont profondément bousculé le milieu artistique de l’époque.
Avec Les Demoiselles d'Avignon en 1907, Pablo Picasso crée un style de peinture nouveau et radical en représentant crûment et de façon primaire une scène de bordel avec cinq prostituées, des masques tribaux africains et contenant ses propres inventions cubistes. Le cubisme analytique, qui a été conjointement développé par Pablo Picasso et Georges Braque entre 1908 à 1912, est la première manifestation claire du cubisme. Lui a succédé le cubisme synthétique avec Braque, Picasso, Fernand Léger, Juan Gris, Albert Gleizes, Marcel Duchamp et d’innombrables autres artistes dans les années 1920. Le cubisme synthétique se caractérise par l’introduction dans la peinture de différentes textures, de surfaces, d’éléments de collage, de papier collé et d’une grande variété de thèmes fusionnés.

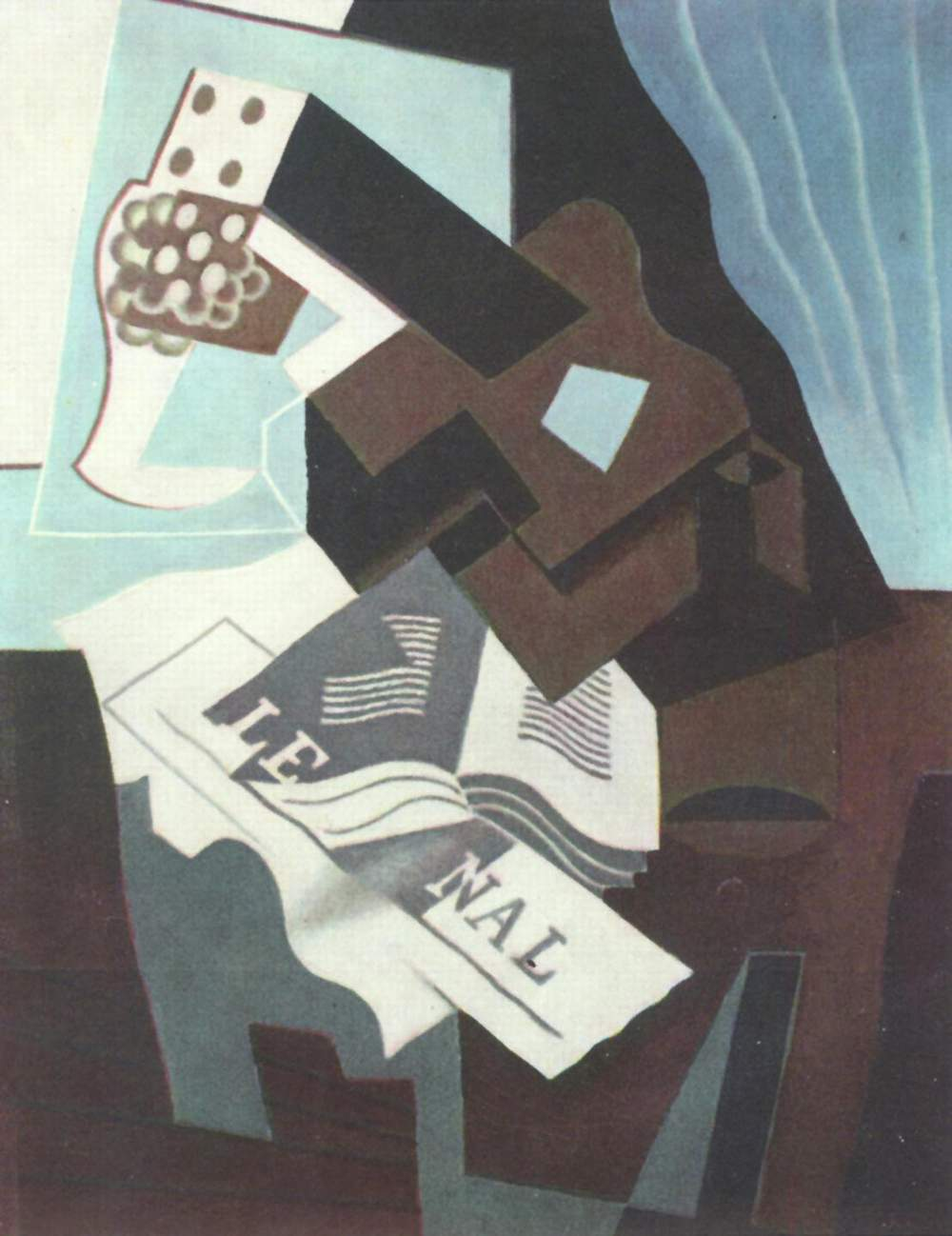
Guitare, livre et journal de Juan Gris (1919).

Des années 1910 jusqu’à la Première Guerre mondiale, après l’apogée du cubisme, plusieurs mouvements ont émergé à Paris. En juillet 1911, Giorgio De Chirico est venu à Paris où il a joint son frère Andrea (poète et peintre connu sous le nom d’Alberto Savinio) qui lui a permis de rencontrer Pierre Laprade, un membre du jury au Salon d'automne où il a exposé trois de ses œuvres : Énigme d'un soir d'automne (1910), Énigme de l'oracle (1910) et un autoportrait. En 1913, il expose son travail au Salon des indépendants où il est remarqué par Pablo Picasso et Guillaume Apollinaire. Ses peintures mystérieuses sont considérées comme le début du Surréalisme.
Au cours des deux premières décennies du XXe siècle, hormis le cubisme, plusieurs mouvements importants ont émergé :
- le futurisme (Giacomo Balla)
- l’art abstrait (Wassily Kandinsky, Le Cavalier bleu)
- le Bauhaus (Kandinsky, Paul Klee)
- l’orphisme (Robert Delaunay, František Kupka)
- le synchromisme (Morgan Russell)
- le De Stijl (Piet Mondrian)
- le suprématisme (Kasimir Malevitch)
- le constructivisme (Vladimir Tatline)
- le dadaïsme (Marcel Duchamp, Francis Picabia, Jean Arp)
- le surréalisme (Giorgio de Chirico, André Breton, Joan Miró, René Magritte, Salvador Dalí, Max Ernst)

La peinture moderne a influencé tous les arts visuels, de l’architecture et le design moderne au film d’avant-garde, en passant par le théâtre et la danse moderne. Elle est également devenue un laboratoire expérimental pour les formes d’expression visuelle telles que la photographie, le calligramme, la mode ou la publicité. La peinture expressionniste de Van Gogh a influencé la peinture du XXe siècle, comme cela apparaît dans la peinture fauve de Die Brücke (un groupe mené par le peintre allemand Ernst Ludwig Kirchner) ou chez d’Edvard Munch, Egon Schiele, Marc Chagall, Amedeo Modigliani, Chaïm Soutine…
Wassily Kandinsky, un peintre russe, imprimeur et théoricien de l’art, l’un des plus célèbres artistes du XXe siècle, est généralement désigné comme le premier peintre important de l’art abstrait moderne. En tant que moderniste, à la recherche de nouveaux modes d’expression visuelle et spirituelle, il a théorisé la peinture comme l’ont fait les occultistes et les théosophistes. Kandinsky a développé plusieurs de ses théories sur l’art abstrait dans son livre Concernant la spiritualité dans l’art. Robert Delaunay était un artiste français associé à l’orphisme dont les contributions à l’art abstrait se traduisent par une utilisation audacieuse de la couleur et une volonté d’expérimenter la profondeur et la tonalité. En 1911, à l’invitation de Kandinsky, Delaunay et son épouse l’artiste Sonia Delaunay, a rejoint Le Cavalier bleu (Der Blaue Reiter), un groupe d’artistes abstraits de Munich.
Parmi les autres pionniers de la peinture abstraite il faut citer le peintre tchèque, František Kupka et le mouvement synchromisme, proche de l’orphisme, fondé en 1912 par les artistes américains Stanton Macdonald-Wright (en) et Morgan Russell.

### Entre-deux-guerres

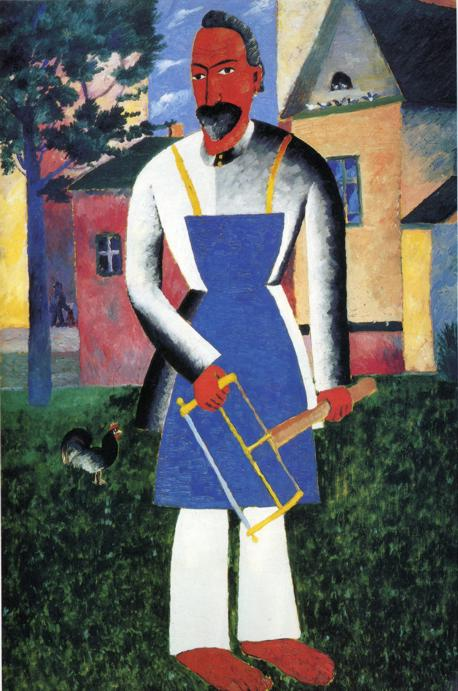
En vacance de Kasimir Malevitch (1927).

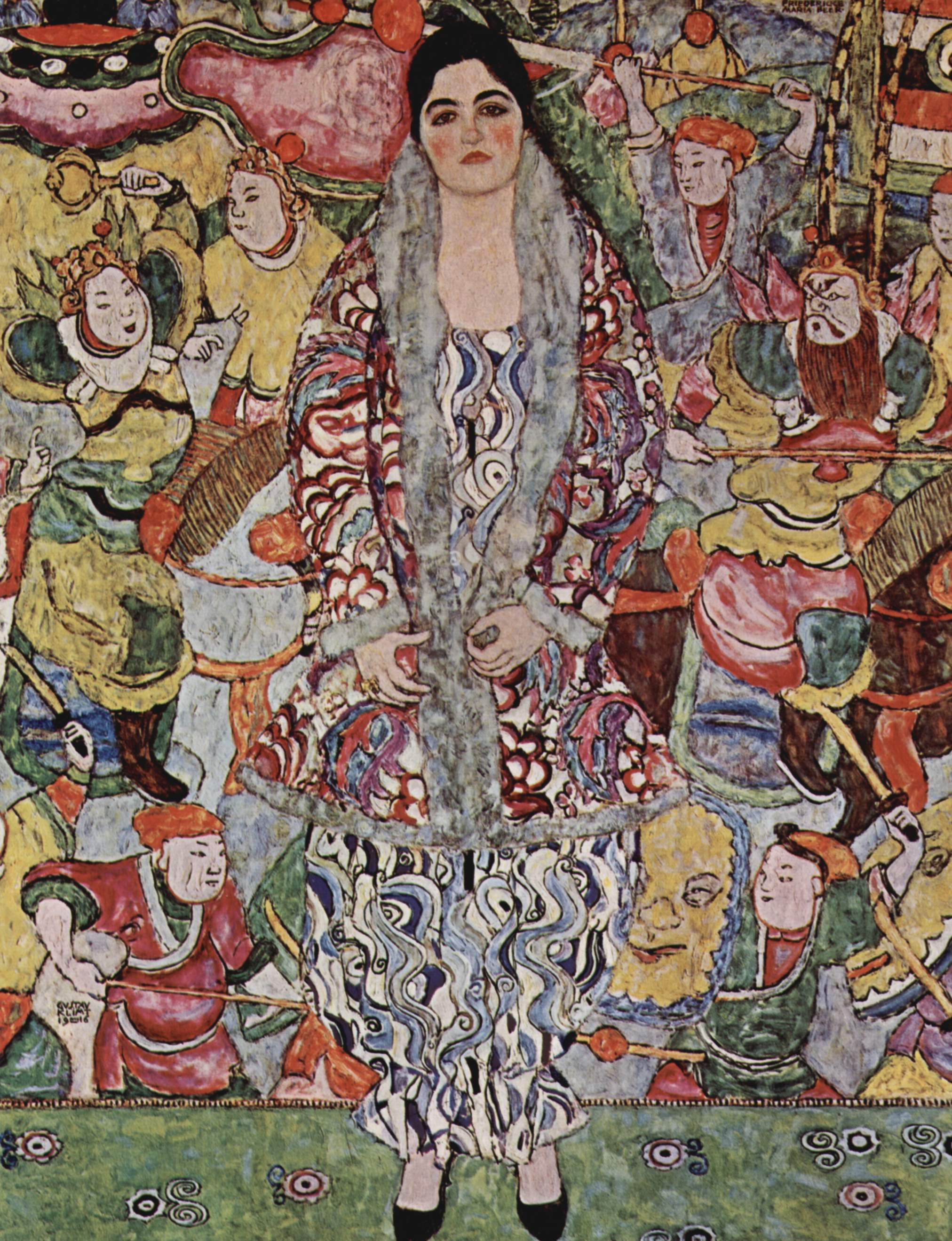
Portrait de Friederike Maria Beer de Gustav Klimt (1916).

La peinture de Piet Mondrian était intimement liée à ses études spirituelles et philosophiques. En 1908, il s’est intéressé au mouvement théosophique lancé par Helena Petrovna Blavatsky à la fin du XIXe siècle. Elle considérait qu’il était possible d’atteindre une connaissance de la nature plus profonde que celle obtenue par des moyens empiriques. Une grande partie du travail de Mondrian a été inspiré par la recherche de cette connaissance spirituelle. Le peintre russe Kasimir Malevitch est un autre pionnier de l’art abstrait qui, après la révolution russe de 1917 et après l’oppression du régime staliniste en 1924, est retourné à une peinture figurative. On peut également citer le peintre suisse Paul Klee dont le travail sur la couleur a fait de lui un pionnier de la peinture abstraite du Bauhaus.
Dans les États-Unis de l’entre-deux-guerres les peintres ont eu tendance à se rendre en Europe pour y acquérir une certaine reconnaissance, comme ce fut le cas de Marsden Hartley, Patrick Henry Bruce et Stuart Davis, qui se sont fait une réputation en dehors de leur pays.
L’expressionnisme et le symbolisme sont des mouvements qui englobent plusieurs styles de peinture du XXe siècle, qui ont dominé une grande partie de l’art avant-gardiste en Europe occidentale, orientale et nordique.
L’expressionnisme de l’entre-deux-guerres s’est principalement répandu en France, en Allemagne, en Norvège, en Russie, en Belgique et en Autriche. Les artistes expressionnistes sont liés à la fois au surréalisme et au symbolisme. Le fauvisme, Die Brücke et Der Blaue Reiter (Le Cavalier bleu) sont trois des groupes les plus connus de peintres expressionnistes et symbolistes. Parmi Les artistes les plus influents de ce mouvement on distingue Marc Chagall, Gustav Klimt, Egon Schiele, Edvard Munch, Emil Nolde, Chaïm Soutine, Georges Gimel, James Ensor, Oskar Kokoschka, Ernst Ludwig Kirchner, Max Beckmann, Franz Marc, Otto Dix, Käthe Kollwitz, Georges Rouault, Amedeo Modigliani...

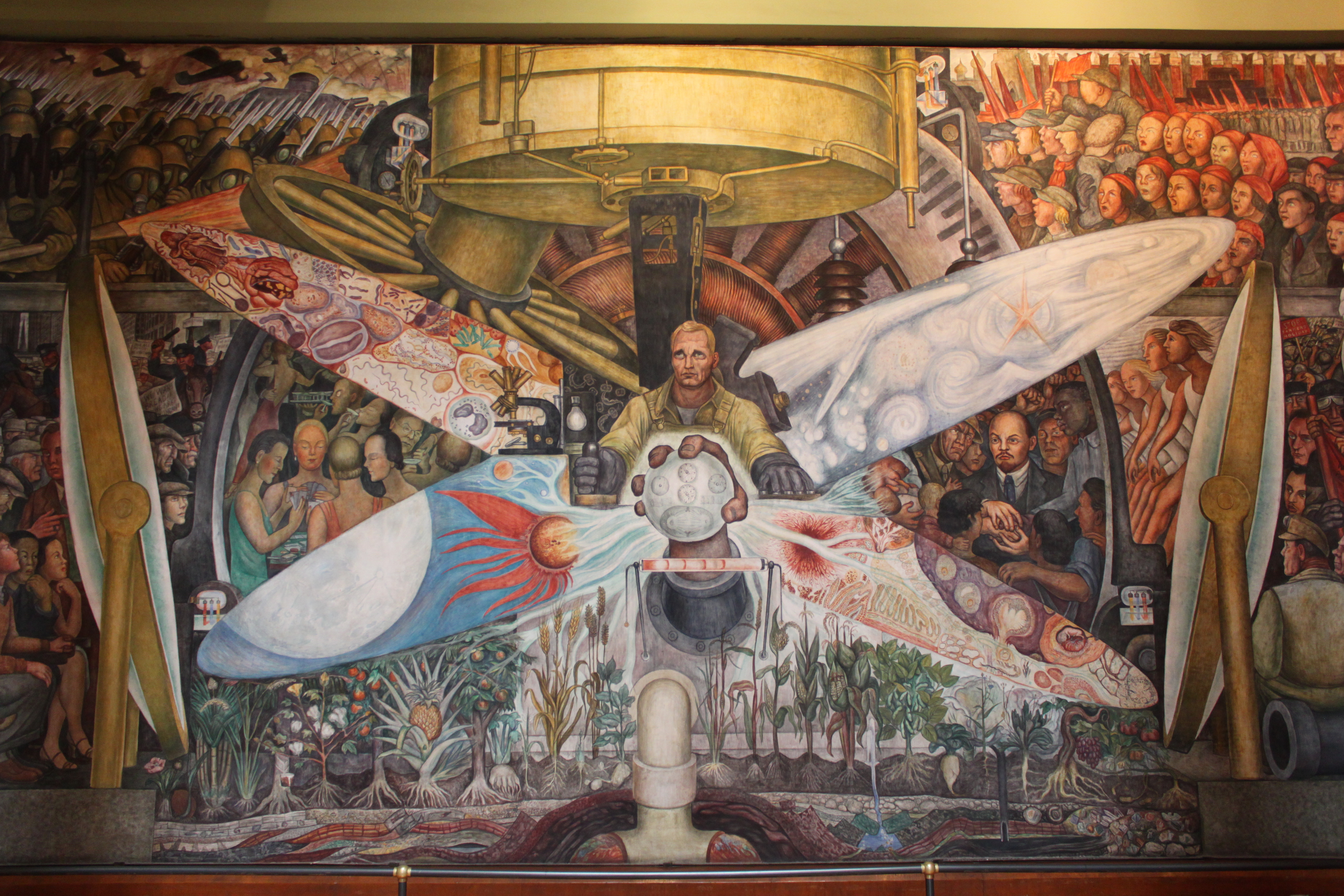
Détail de la murale L'Homme à la croisée des chemins, Diego Rivera (1934).

Dans les années 1930 et la Grande Dépression, le surréalisme, le cubisme tardif, le Bauhaus, le De Stijl, le dadaïsme et les peintres coloristes comme Henri Matisse ou Pierre Bonnard sont caractéristiques de la scène artistique européenne, alors qu’en Amérique le mouvement du réalisme social domine le monde de l’art. Des artistes ont émergé de cette nouvelle scène artistique comme Ben Shahn, Thomas Hart Benton, Grant Wood, George Tooker, John Steuart Curry, Reginald Marsh et bien d’autres. En Amérique latine le mouvement du muralisme avec Diego Rivera, David Alfaro Siqueiros, José Clemente Orozco, Pedro Nel Gómez, ainsi que les peintures de Frida Kahlo, est une renaissance de l’art dans cette région, avec l’utilisation de la couleur et l’expression de messages politiques.
À la veille de la Seconde Guerre mondiale Pablo Picasso avec son tableau Guernica dénonce les horreurs du bombardement de Guernica le 26 avril 1937, pendant la guerre civile espagnole.
Louis Soutter fait figure d'« électron libre » dans cette période de l'Entre-deux-guerres : indépendant de tout mouvement, il créa en solitaire une œuvre librement figurative, à la plume et à l'encre de Chine, au doigt à la fin de sa vie. En 1945, Jean Dubuffet l'intégra dans son concept nouveau, l'Art brut, pour peu de temps.

## La peinture et contemporaine
La seconde moitié du XXe siècle a été pour le monde artistique, et la peinture en particulier, une période de multiplication des courants artistiques, avec la naissance d’une grande variété de mouvements en peinture.

### Pop Art

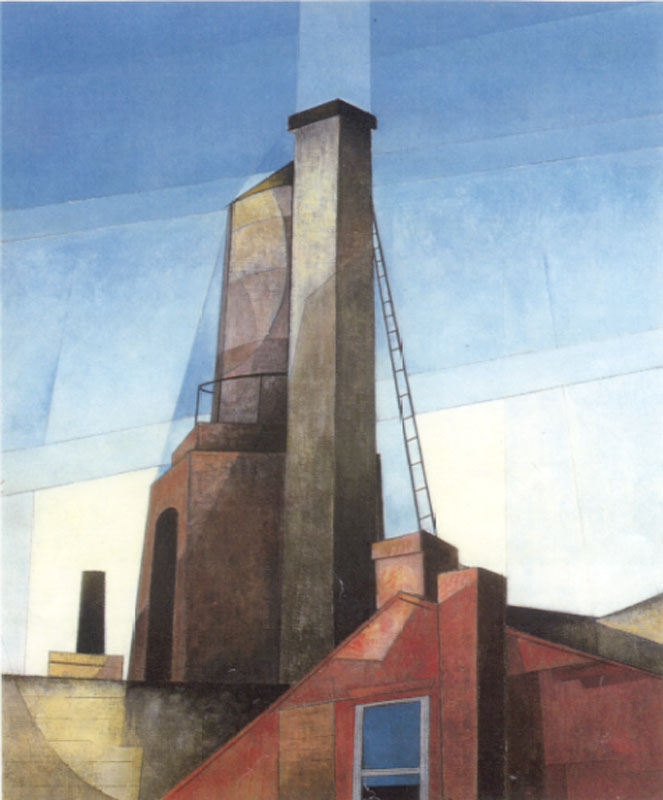
Aucassiu et Nicolette de Charles Demuth (1921), œuvre cubo-réaliste.

Né dans les années 1950 en Angleterre, le Pop Art va surtout se développer en Amérique avec des artistes comme Jasper Johns, Larry Rivers ou Robert Rauschenberg dans les années 1960 même si, dès les années 1920-1930, les peintures de Gerald Murphy, Stuart Davis et Charles Demuth fondateur du mouvement précisionniste, marquaient déjà l’avènement du Pop Art. Il faut souligner qu’au début des années 1950, la plupart des artistes qui s’inscrivirent ensuite dans la mouvance du Pop Art, faisaient une peinture qualifiée d’expressionnisme abstrait. Il faudra véritablement attendre le début des années 60 pour que le mouvement Pop Art prenne son essor. Parmi les artistes les plus réputés de ce mouvement pictural, il faut citer Andy Warhol, Claes Oldenburg, Wayne Thiebaud, James Rosenquist, Jim Dine, Tom Wesselmann et Roy Lichtenstein entre autres.
Ce qui caractérise le Pop Art, c’est sa volonté de fusionner la culture populaire de masse avec l’art le plus raffiné, avec une dose d’humour, d’ironie et un langage figuré parfaitement reconnaissable. Lawrence Alloway, l’inventeur du terme « Pop Art » désignait ainsi les peintures qui célébraient le consumérisme d’après-guerre, c’est-à-dire un mouvement qui rejetait l’expressionnisme abstrait centré sur l’herméneutique et la psychologique, en faveur d’un art célébrant la culture, la publicité, et l’iconographie de l’ère de la consommation de masse.

### Nouvelle peinture abstraite
Le mouvement colorfield Painting, qui s’inscrit dans la continuité du suprématisme et de l’abstraction lyrique, est apparu aux États-Unis dans les années 1950. Il marquait clairement une nouvelle orientation de la peinture américaine, loin de l’expressionnisme abstrait, en cherchant à débarrasser l’art d’une rhétorique jugée superflue.
Ainsi, des artistes comme Clyfford Still, Mark Rothko, Hans Hofmann, Morris Louis, Jules Olitski ou Kenneth Noland dépeignaient peu la nature, leur peinture reposant surtout sur une utilisation psychologique de la couleur. En général, ces artistes ont éliminé les formes reconnaissables.
L’une des tendances du mouvement colorfield painting est l’utilisation de toiles non rectangulaires, ce que l’on appelle le shaped canvas. Ce fut le cas de peintres tels que Frank Stella, Kenneth Noland, Ellsworth Kelly, Barnett Newman, Ronald Davis, Neil Williams, Robert Mangold, Charles Hinman, Richard Tuttle ou David Novros au début des années 60. Cette tendance marquait une réaction contre le mysticisme et l’hyper-subjectivité de l’expressionnisme abstrait et contre l’idée bien ancrée que l’utilisation d’une toile rectangulaire classique serait le signe d’une peinture dite « sérieuse ».
Les années 1960 ont vu naître un autre mouvement, l’abstraction lyrique, terme Européen réutilisé par Larry Aldrich en 1969. L’abstraction lyrique, comme le mouvement Fluxus, cherche à repousser les frontières de la peinture abstraite et du minimalisme en se concentrant sur le processus de création, les nouveaux matériaux et les nouvelles formes d’expression. Cette forme de peinture intègre souvent des matériaux industriels, des matières premières et des objets variés avec des références au dadaïsme et au surréalisme.
Il existe des similitudes entre d’une part l’abstraction lyrique et, d’autre part, le colorfield Painting et l’expressionnisme abstrait particulièrement dans l’utilisation très libre des couleurs, textures et surfaces. Cependant les deux styles sont nettement différents. Dans la peinture expressionniste abstraite ou l’Action painting des années 1940-1950, l’accent est mis sur la composition et le sens du drame, au sens théâtral du terme. En revanche, dans l’abstraction lyrique il y a un sens de la composition très aléatoire et discret ainsi qu’une priorité faite au processus de création, à la répétition et à la sensibilité.
Pendant les années 1960 et 1970, de nombreux artistes influents ont adopté ces styles de peinture, notamment Robert Motherwell, Philip Guston, Cy Twombly, Josef Albers, Agnès Martin, Helen Frankenthaler, Gene Davis, Jacques Zimmermann, Joan Mitchell ou bien encore des peintres plus jeunes comme Robert Mangold, Ronnie Landfield ou Susan Crile.
Au cours des années 1960-1970, il y a eu une réaction contre la peinture abstraite. Des critiques n’ont pas hésité à parler de « la mort de la peinture » en évoquant par exemple le travail d’un peintre comme Ad Reinhardt. Les artistes ont alors peu à peu pratiqué une nouvelle manière de faire de l’art et de nouveaux mouvements en peinture|mouvements sont apparus comme le postminimalisme, le land art, l’Art vidéo, l’installation, l’arte Povera, l’art performance, l’art corporel, le fluxus, le happening, l’art postal, le situationnisme ou l’art conceptuel.
Au cours des années 2010, il y a eu un renouveau de la peinture abstraite. En évoquant par exemple le travail d’un peintre comme Youd. Les artistes ont alors peu à peu pratiqué une nouvelle manière de faire de l’art et de nouveaux mouvements en peinture|mouvements sont apparus comme le Blanodoïsme, le Blanodo est un acronyme de BLAnc NOir et DOré. Ce renouveau provient du Moyen-Orient en particulier d'Israël.

### le néo-expressionnisme et la Figuration Libre

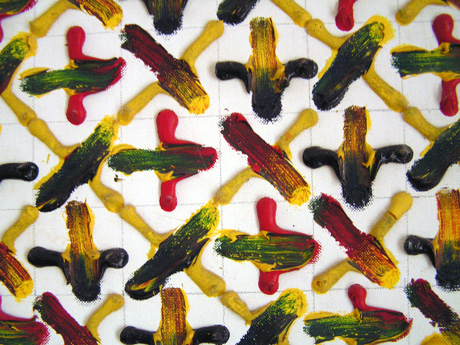
Mesure du temps de Gianfredo Camesi.

Vers la fin des années 1970 et du début des années 1980, plusieurs mouvements sont apparus presque simultanément en Italie, Allemagne, France et Grande-Bretagne. Ces mouvements très similaires ont pris différents noms : Néo-expressionnisme ou Nouveaux Fauves en Allemagne, Trans-avant-garde en Italie, Bad Painting aux États-Unis et Figuration libre en France.
Ce style de peinture se caractérise par des grands formats, une grande liberté dans l’expression, la figuration, la référence au mythe et à l’imagination. Les critiques d’art se sont divisés sur ces mouvements, certains les considérant comme étant dictés par un souci commercial des grandes galeries d’art. Ce style de peinture continue à être populaire au XXIe siècle.

## Peinture duXXIesiècle

L’Homme nu de Banksy.

Au début du XXIe siècle, la peinture et l’art contemporain ont continué à se développer à travers des mouvements très divers.

## Peinture orientale

### Peinture d’Asie du Sud

#### Peinture indienne

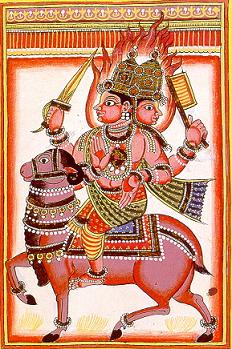
Représentation d’Agni, la déesse du feu.

Les peintures indiennes ont de tout temps été tournées vers la représentation des dieux et des seigneurs religieux. L’art indien regroupe différentes écoles d’art qui ont existé dans le sous-continent indien. La peinture indienne a évolué des grandes fresques d’Ellorâ aux peintures miniatures de l’Empire moghol et au travail sur le métal de l’école de Tanjore. Les peintures du Gandhara-Taxila sont influencées par les travaux persans à l’ouest. Le courant de la peinture orientale s’est la plupart du temps développé autour de l’école d’art de Nâlandâ. Les travaux sont la plupart du temps inspirés par des scènes de la mythologie indienne.
- Peinture de Madhubani : ce style de peinture est né dans la région de Mithila dans l’État de Bihar. Les origines de la peinture de Madhubani remontent à l’Antiquité, et selon la tradition, elle serait apparue en même temps que le Rāmāyana lorsque le Roi Janaka a demandé à des artistes de peindre le mariage de sa fille Sitâ, avec Ramâ qui est considéré comme une incarnation du seigneur hindou Vishnou.

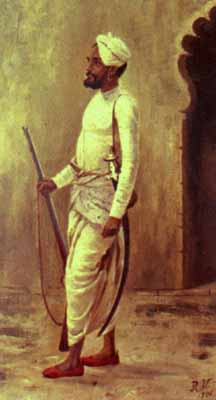
Peinture d’un soldat Rajput.

- Peinture de Rajput : il s’agit d’un style de peinture indienne qui est apparu au XVIIIe siècle, dans les cours royales de Râjputâna (ancien nom du Rajasthan). Chaque royaume a développé un style particulier, mais avec certaines caractéristiques communes. Les peintures de Rajput dépeignent un certain nombre de thèmes, des évènements comme les épopées de Rāmāyana ou de Mahābhārata, la vie de Krishna, de beaux paysages et des hommes. Les miniatures étaient le support préféré de ce style de peinture, mais plusieurs manuscrits contiennent également des peintures de Rajput, et on trouve aussi des peintures sur les murs et à l’intérieur de palais, comme le havelî de Shekhawait.

- Peinture moghol : La peinture moghol est un type particulier de peinture indienne, généralement confiné aux illustrations sur les livres et les miniatures.

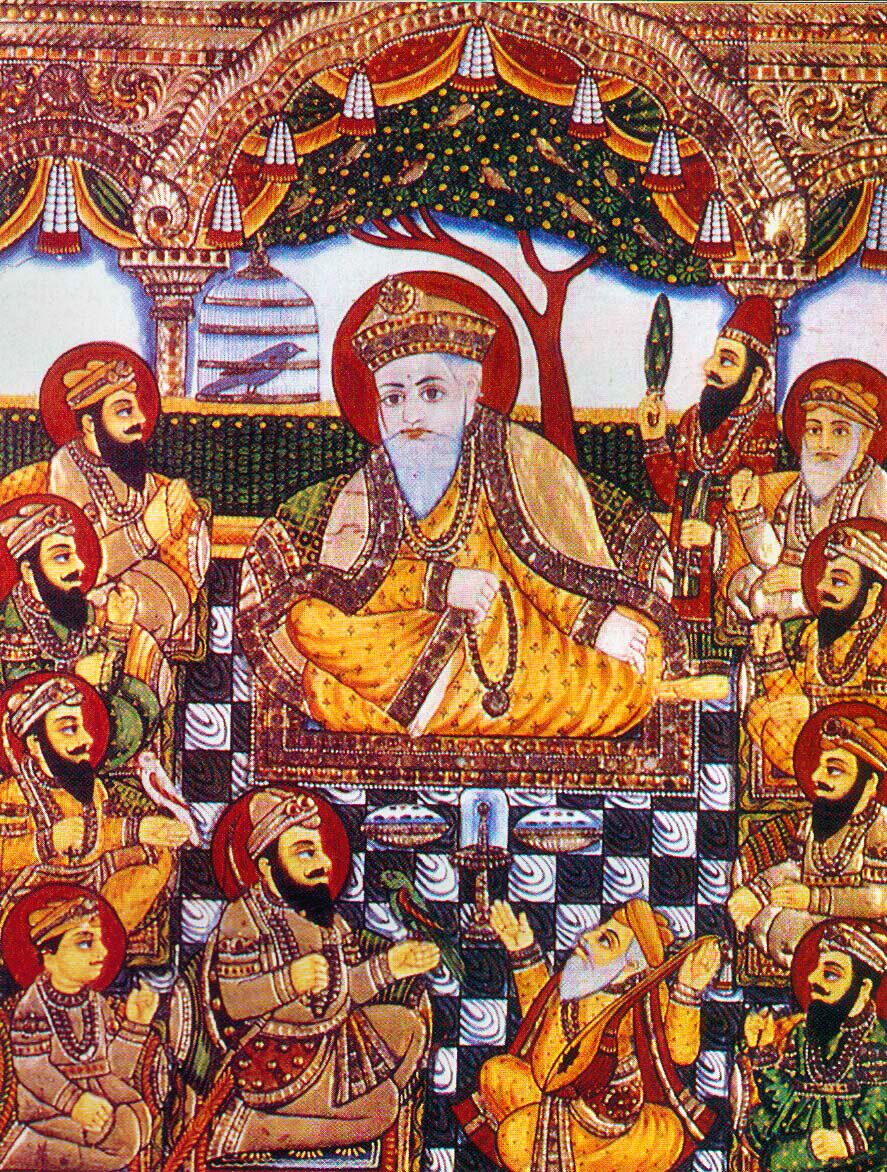
Peinture de Tanjore représentant les gurûs du sikhisme.

- Peinture de Tanjore : La peinture de Tanjore est une forme importante de la peinture classique de l’Inde du Sud, née la ville de Tanjore dans l’État du Tamil Nadu. Cette forme d'art remonte au IXe siècle à une période dominée par les gouverneurs de Chola qui ont encouragé l’art et la littérature. Ces peintures sont connues par leur élégance, des couleurs riches et une grande attention aux détails. Les thèmes abordés sont généralement les dieux et les déesses et les scènes de la mythologie hindoue.

- L’école de Madras : Pendant la période coloniale britannique, la couronne a constaté que la ville de Madras regroupait des artistes et des intellectuels parmi les plus doués dans le monde. La ville a été choisie pour y établir un institut pour approvisionner la Cour royale à Londres en œuvres artistiques. C’est ainsi qu’est née l’école de Madras. Au début, des artistes traditionnels ont été engagés pour réaliser une grande variété de meubles raffinés, du métal ouvré et des curiosités qui étaient envoyés aux palais royaux de la reine.

- L’école du Bengale : Il s’agit d’un mouvement artistique influent qui s’est épanoui en Inde pendant le Raj britannique au début du XXe siècle. Elle était associée au nationalisme indien, mais elle a aussi été soutenue par de nombreux administrateurs britanniques d’arts.

### Peinture d’Extrême-Orient

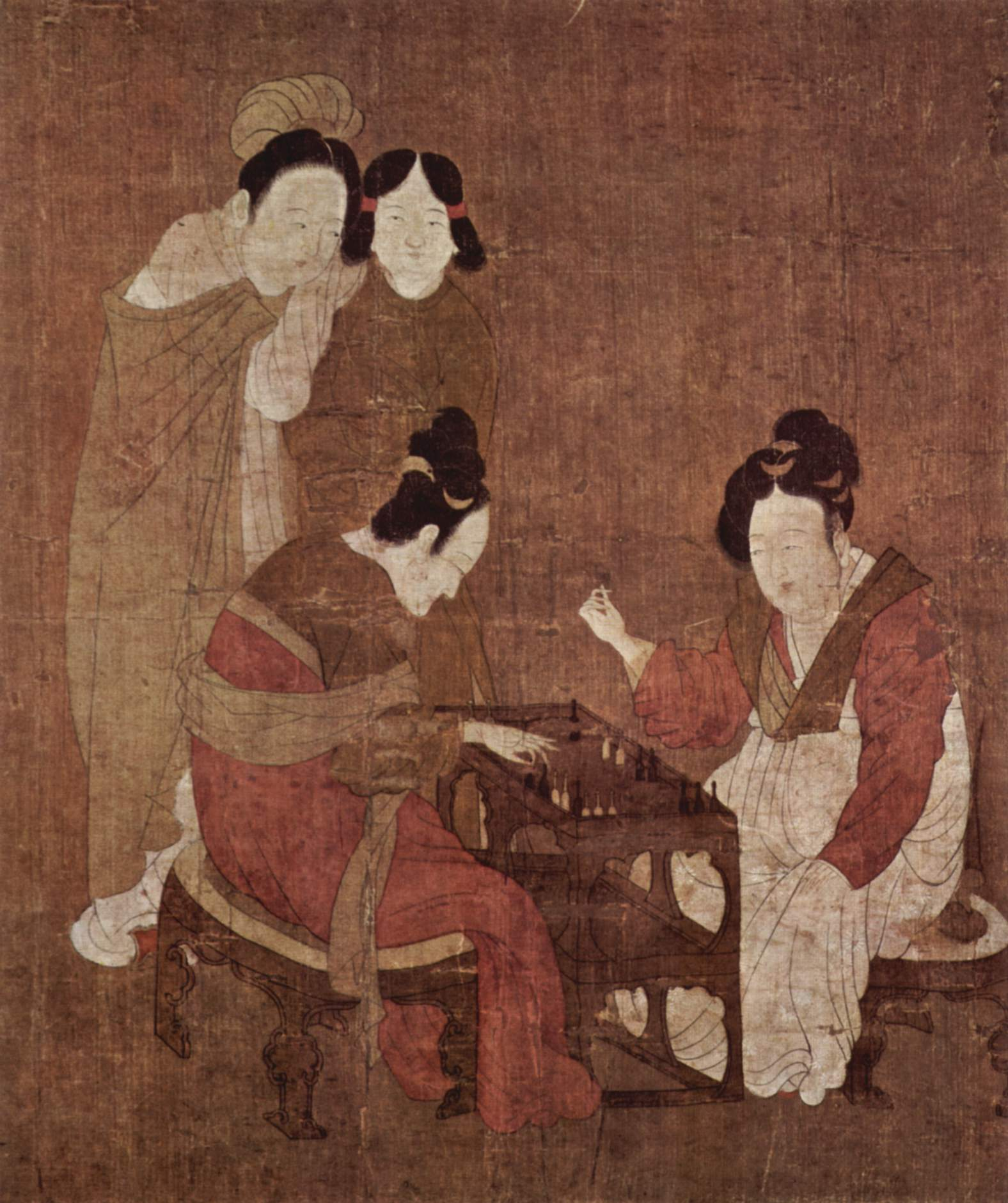
Femmes jouant au double sixes, par Zhou Fang (730-800 Av. J.-C.), Chine.

La Chine, le Japon et la Corée ont une grande tradition picturale qui est fortement attachée à l’art de la calligraphie et de la gravure. La peinture traditionnelle en Extrême-Orient se caractérise par des techniques de peinture à l'eau, moins de réalisme, des sujets « élégants » et stylisés, une approche graphique de la description, l’importance des espaces blancs (ou de l’espace négatif) et une préférence pour les paysages plutôt que des figures humaines. À côté de la peinture à l’encre et l’utilisation de la couleur sur des rouleaux de soie ou de papier, l’or sur la laque était également un médium fréquemment utilisé dans la peinture asiatique. Alors que la soie était un support assez cher, l’invention du papier au Ier siècle av. J.-C. par Cai Lun, l’eunuque de la dynastie Han, a fourni un support non seulement bon marché et répandu pour l’écriture, mais aussi pour la peinture.
Le confucianisme, du Taoïsme et le bouddhisme ont joué un rôle important dans l’art d’Asie centrale. Les peintres médiévaux de la dynastie Song tels que Lin Tinggui au XIIe siècle sont d’excellents exemples de l’intégration des idées bouddhistes dans la peinture chinoise classique. À la fin du XIXe siècle, avec le développement du japonisme, des artistes impressionnistes comme Van Gogh, Henri de Toulouse-Lautrec et Whistler admiraient les artistes japonais traditionnels d’Ukiyo-e comme Katsushika Hokusai ou Hiroshige, et leur travail en a été influencé.

#### Peinture japonaise

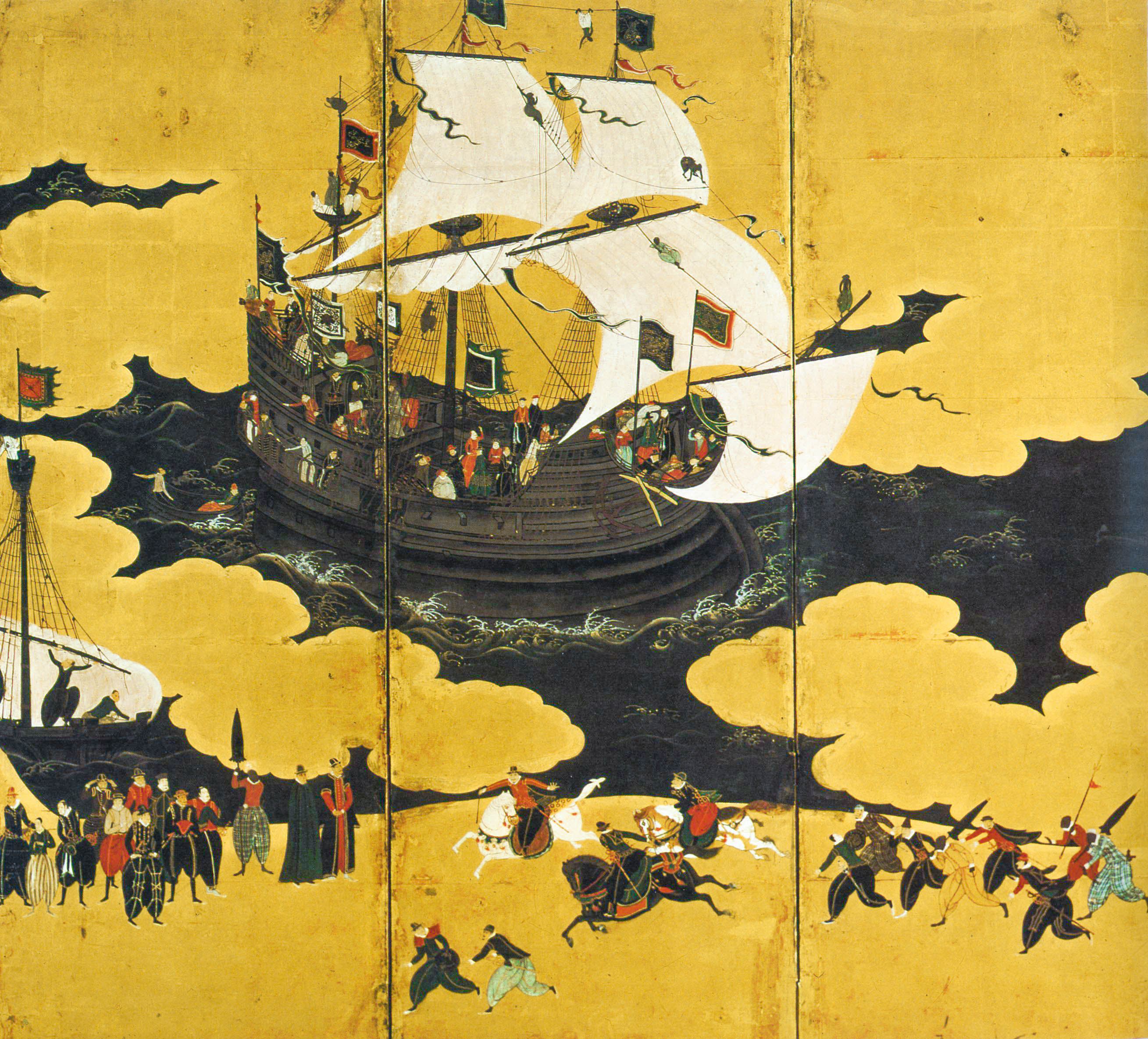
École Kanō : Arrivée de vaisseaux étrangers « venus du Sud » (panneaux attribué à Kanō Naizen, 1570-1616).

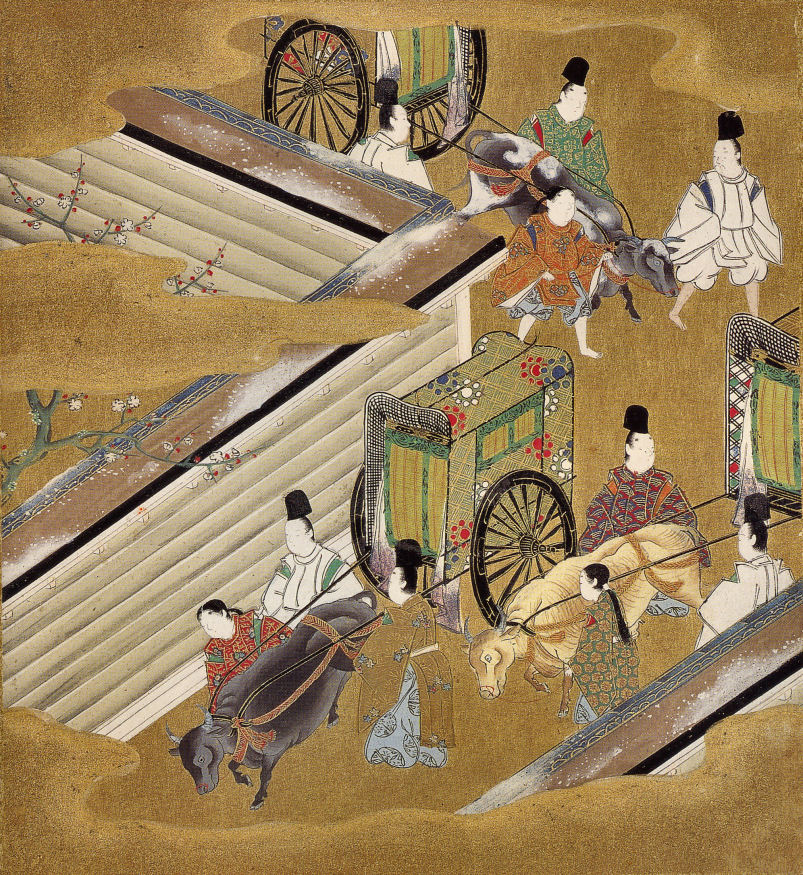
École Tosa : Scène du Genji Monogatari, attribuée à Tosa Mitsuoki.

La peinture japonaise est un art ancien et raffiné, regroupant une grande variété de genres et de styles. L’histoire de la peinture japonaise est à certains moments une synthèse entre une esthétique originelle et une adaptation d’idées venues de l’extérieur. Le Yamato-e (images du Japon ancien) est considéré comme le style japonais traditionnel, à partir de la fin de l'époque Heian. Il aura comme héritier l'école Tosa, au XVe siècle.
L'école Kanō, qui apparait à peu près à la même époque, est une peinture savante et aussi une peinture de cour, riche et très élaborée. Elle fait souvent appel à des arrière-plans recouverts de feuilles d'or. Au XVIIe siècle, l'école Rinpa se réclame du Yamato-e, et peint des sujets inspirés de la nature, oiseaux, plantes et fleurs. Son style peut cependant présenter des similitudes avec celui de l'école Kanō, en plus simple et moins orné cependant, bien que l'école Rinpa fasse souvent appel à des feuilles d'or ou des perles.
Une particularité de la peinture japonaise de ces différentes écoles est qu'il s'agit largement d'une peinture décorative, ornant notamment les paravents et les fusuma, ces panneaux mobiles faisant office de cloisons dans les intérieurs japonais.

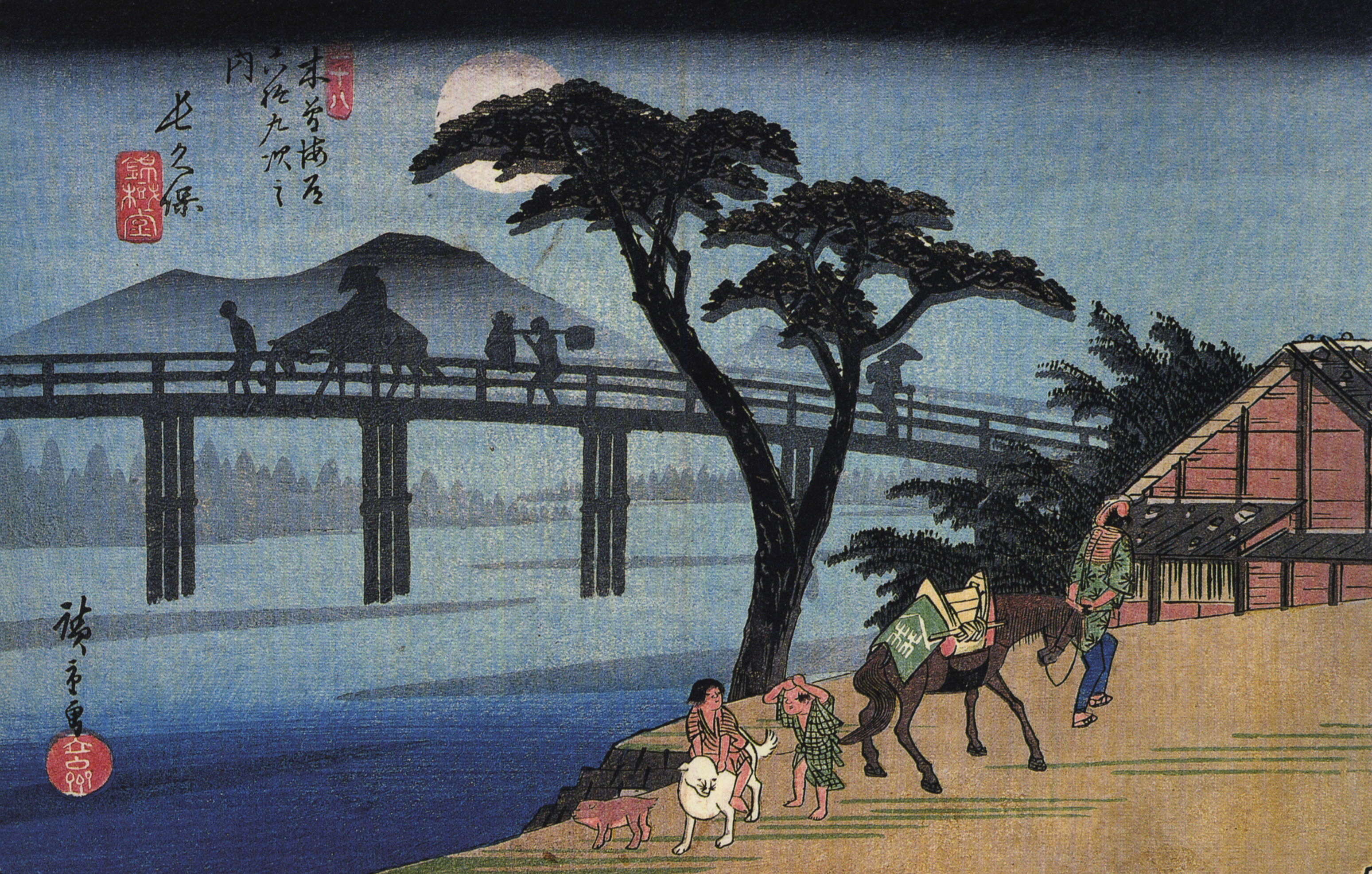
Estampe sur bois de Hiroshige : Scène de la route du Kiso Kaidō, près du village de Nagakubo (1834-1835).

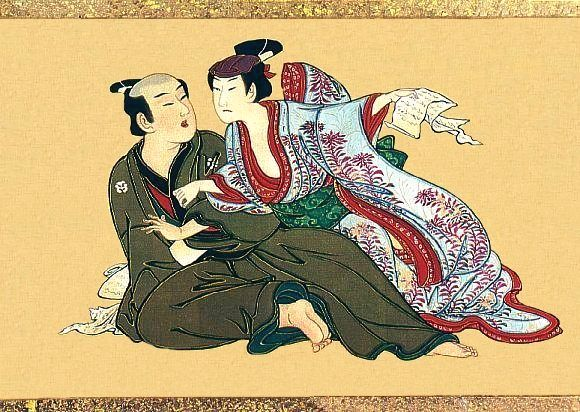
Peinture sur soie ukiyo-e de Miyagawa Isshō (vers 1750).

L’ukiyo-e (qui signifie littéralement « images du monde flottant »), peinture populaire par excellence, est en rupture totale avec l'école Kanō. Elle correspond à un profond changement de la société japonaise, qui, avec la paix retrouvée de l'ère Edo, voit le monde des samouraïs passer au second plan, au profit de celui des marchands et d'une bourgeoisie naissante. La forme la plus populaire et la plus connue de l’ukiyo-e est l'estampe japonaise (gravure sur bois), qui permet une diffusion très importante des œuvres des grands peintres que sont par ailleurs Kaigetsudo, Utamaro, Eishi, ou encore Hiroshige.
Au XIXe siècle, l’ukiyo-e est influencé par la peinture occidentale, en particulier dans le domaine de la perspective, parfaitement assimilée par des artistes tels que Hiroshige ou Hokusai. Inversement, l'estampe japonaise ukiyo-e a exercé une très grande influence sur la peinture occidentale, en France notamment, durant le XIXe siècle, à partir de l'Exposition universelle de 1867, qui voit arriver en France de nombreuses estampes.

#### Peinture coréenne

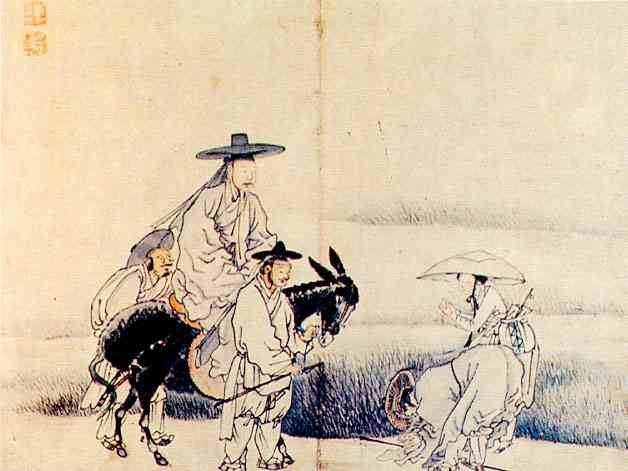
Aristocrates et roturiers par Kim Deuksin (1754-1822)

Tout au long de l´histoire de la peinture coréenne, il y a eu une disjonction entre les travaux des lettrés, des peintures monochromatiques réalisées à la brosse avec une encre noire sur du papier de mûrier ou sur de la soie et le minhwa, la peinture populaire des tombes, de la religion et des festivals artistiques qui faisait un usage intensif de la couleur. Au niveau des sujets, tout comme dans la peinture chinoise, on peut distinguer la peinture de paysages, le sansuhwa (montagne et eau), les portraits et la peinture des oiseaux et des animaux, le yeongmohwa.
Cette distinction est basée sur les différences de classe : les lettrés, particulièrement dans l´art confucéen pensaient que l´on pouvait voir la couleur dans les dégradés des peintures monochromatiques et estimaient que l´usage de la couleur rendait vulgaire la peinture et entravait l´imagination. Dans l´art populaire, les bâtiments en bois étaient souvent décorés avec des couleurs brillantes suivant les traditions de l´architecture chinoise. De même, les influences de l´art bouddhique et de l´art indien poussaient à une riche utilisation des couleurs primaire.

## Peinture d’Islam

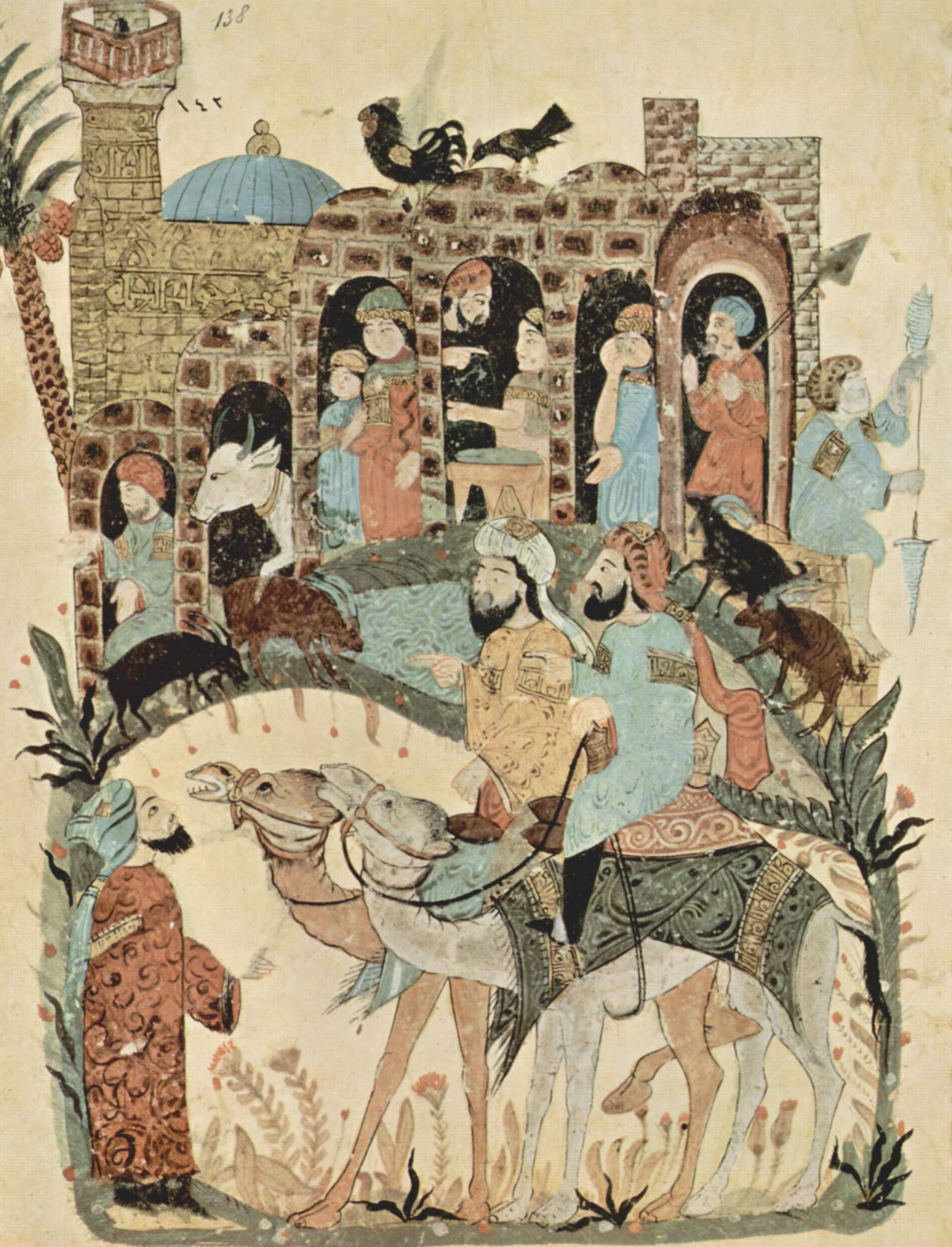
Peinture sur papier de Yahyâ ibn Mahmûd al-Wâsitî, Irak (1237), manuscrit Harîrî Schefer.

L’islam limite la représentation des êtres humains, des animaux et de tous les sujets figuratifs pour éviter aux croyants l’idolâtrie ce qui explique qu’en principe il n’existe pas de peinture religieuse (ni sculpture) dans la culture musulmane. Pendant longtemps l’art visuel s’est donc limité aux arabesques, souvent abstraites, avec une configuration géométrique ou florale. Généralement liée à l’architecture et la calligraphie, la peinture d’Islam se retrouve dans la peinture des tuiles des mosquées ou dans les enluminures du Coran et d’autres livres.
En fait, l'art abstrait n’est pas une invention de l’art moderne, mais il était présent dans les cultures préclassiques et non-occidentales plusieurs siècles avant et était essentiellement un art décoratif. L'Art nouveau, avec Aubrey Beardsley et l’architecte Antoni Gaudí, a réintroduit les modèles floraux abstraits dans l’art occidental.
Toutefois, en dépit du tabou de la représentation figurative, quelques pays musulmans ont cultivé une riche tradition picturale, non pas sous la forme de tableaux mais plutôt comme moyen d’illustrer des écrits. Ainsi l’art iranien ou persan, principalement connu au travers des miniatures persanes, se concentre sur l’illustration d’évènements épiques ou romantiques dans la littérature. Les illustrateurs persans ont délibérément évité l’utilisation de l’ombre et la lumière ou de la perspective afin de respecter la règle consistant à ne pas créer une illusion trop réaliste du réel. Leur but n’était pas de dépeindre le monde comme il est, mais de représenter des images d’un monde idéal, d’une beauté intemporelle et d’un ordre parfait. Des productions analogues se retrouvent dans les empires ottoman et moghol.